# Cumbia mexicana

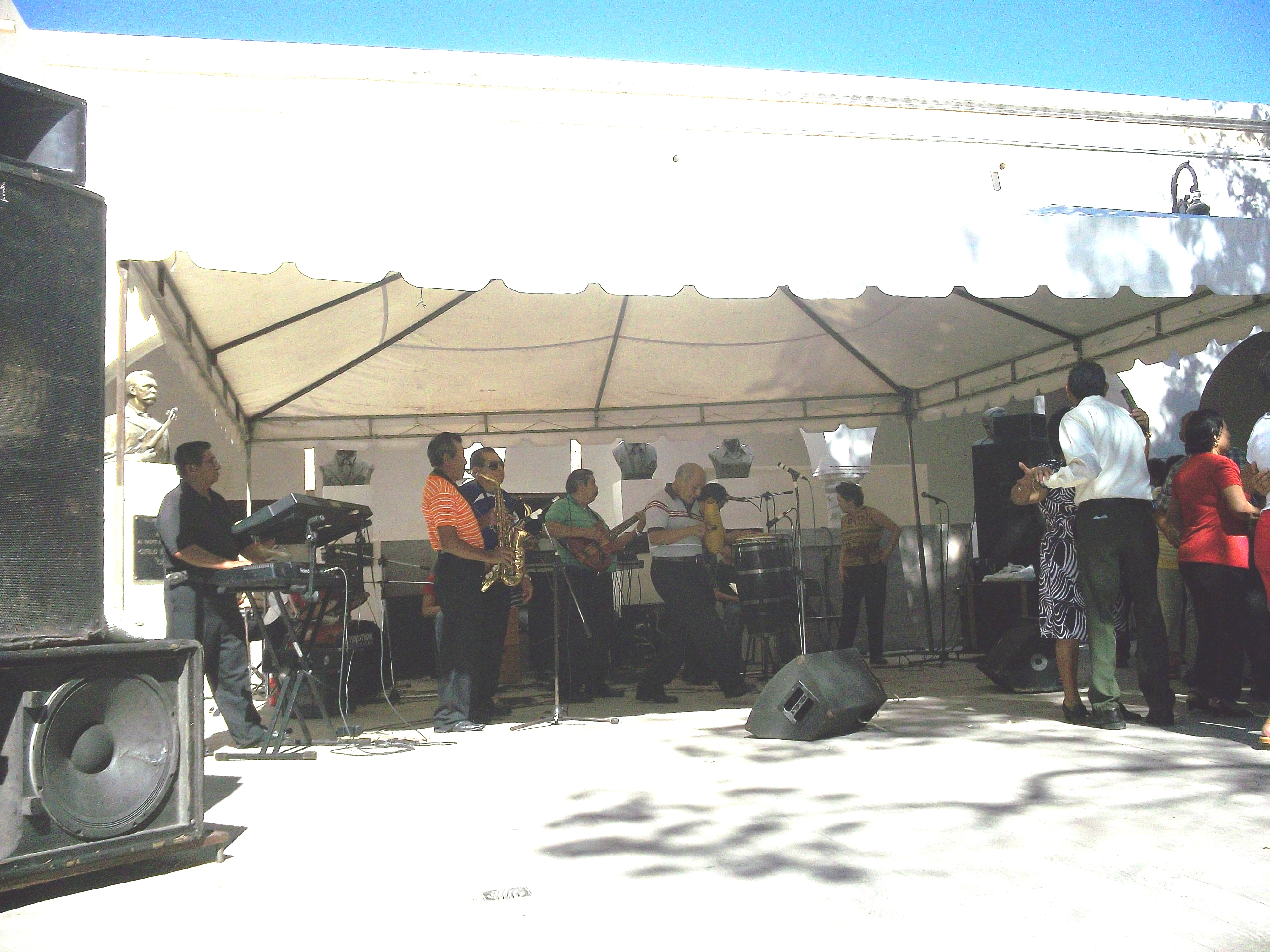
Chicken y sus Comandos amenizando un baile popular.

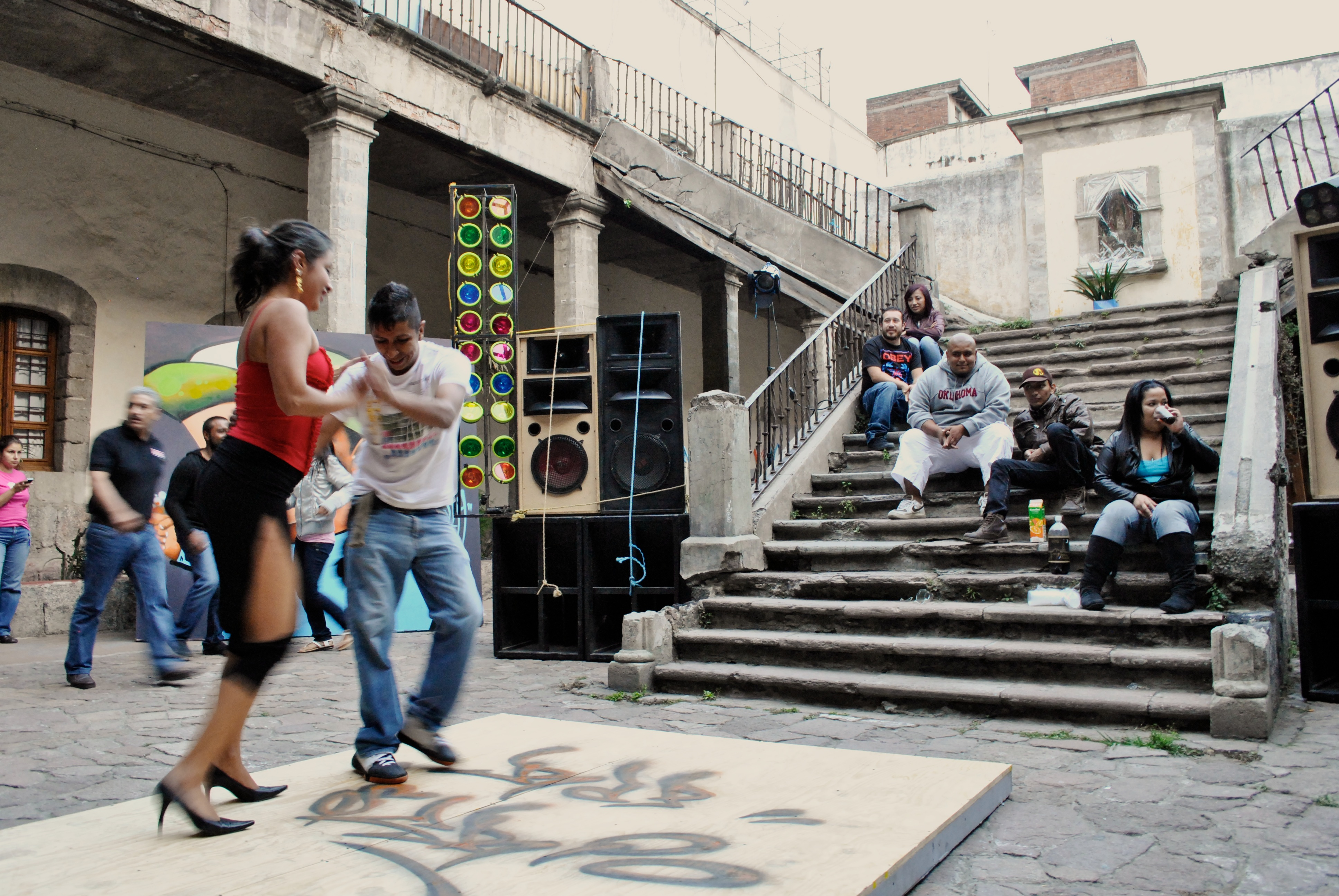
Pareja bailando cumbia en una vecindad.

La cumbia mexicana es la adaptación y fusión de la cumbia colombiana con géneros musicales cubanos como el son montuno y las orquestas de mambo así como folclore mexicano de la música norteña, banda, balada mexicana entre otros ritmos mexicanos como el huapango; la cumbia mexicana forma parte de su idiosincrasia musical, así como la interpretación y composición musical hecha por músicos de México.

## Orígenes
Cuando el colombiano Luis Carlos Meyer emigró a México, hacia mediados de la década de 1940 y hasta finales de los 1950, predominaban ritmos cubanos como el mambo, la rumba, el guaguancó entre otros que obtenían éxito y difusión gracias al cine mexicano de la época, por lo que también dicha "música tropical" (nombre con el que era llamada en México a todos esos ritmos cubanos) acaparaban la discografía nacional, así años después también acapararían a Centroamérica y Sudamérica, por lo que la cumbia tuvo dificultad para ubicarse como nuevo género musical y tomar lugar propio. Luis Carlos Meyer conoció a Rafael de Paz un músico chiapaneco que componía música variada entre ellas de algunas películas mexicanas, además de que era director artístico de la discográfica RCA Víctor por lo que le brindó soporte orquestal. Así pues, Luis Carlos Meyer como intérprete de cumbia y porro, junto al mexicano Rafael de Paz y Tony Camargo, que era intérprete de música cubana, comenzaron a grabar diversos temas de ritmos varios, entre ellos varias cumbias y porros. Para posicionarse, tuvieron que ingresar aires de metal diversos, entre ellos las trompetas principalmente derivados de la música cubana predominante en ese país, por lo que entre estos músicos, realizaron una de las primeras fusiones de cumbia, para dar inicio de lo que se conocería más tarde como cumbia mexicana. Así pues, la cumbia con aires de metal, trompetas y trombones se comenzó a gestar en el país norteamericano hacia mediados de los años 1940. Esta fusión era diferente a la cumbia clásica de Colombia durante esos mismos años, sin embargo, a esta música grabada por ambos intérpretes, fue también encasillada junto a la música cubana y también se le incluyó y llamó "música tropical" que no sabía distinguir porro de una cumbia y viceversa. Uno de los primeros éxitos fue el porro "El gallo tuerto" soportada por la orquesta de Rafael de Paz, así como "Micaela" y las cumbias "La puerca" y "La historia".
En el país se mezclan los instrumentos de aires de metal de los ritmos cubanos con la cumbia para dar paso a ese nuevo estilo, que consolida la mexicana Carmen Rivero introduciendo timbaletas, güiro y un set de trompetas altas, mismo estilo que aún es ampliamente grabado en diversos países latinoamericanos, por lo que este estilo crea un punto de inflexión entre lo hecho antes en Colombia y lo que se hizo poco tiempo después en México con su cumbia tropical para darle un camino propio a este nuevo estilo hasta la actualidad.
Carmen Rivero profundiza e impone más preponderantemente a través de la disquera CBS Columbia a comienzos de los años 1960, titulando a uno de sus más exitosos LP "A bailar la cumbia". Rivero no solo retoma los aires de metal, si no que también integra otro elemento de la música cubana, las tarolas o también llamadas timbales o timbaletas, grabando diversos covers colombianos exitosos que con esta fusión mexicana que prácticamente difieren por completo de como originalmente se grabaron en Colombia, temas como "La pollera colorá", "Navidad Negra" entre otros son ejemplos de ello, Carmen Rivero culmina esta fusión entre música cubana y colombiana con algunos rasgos mexicanos para separarla de la "música tropical" dándole su propio espacio en la música y televisión de ese país. De esta fusión muy pocos rasgos instrumentales sobreviven de la cumbia clásica y moderna, la combinación de trompetas, timbales, pausas y cambios que no tiene la original, vienen a cambiar el estilo de baile de la misma, a esta se le llamó "Cumbia mexicana" por los mismos músicos colombianos que desconocían a lo creado en el país de México. Así pues, la "música tropical" con trompetas unida a la cumbia derivó en "cumbia tropical" o mexicana. Después de ese éxito solo surgieron algunas cuantas orquestas con este estilo como "Chelo y su conjunto", Bronco graba algunas cumbias y posteriormente decae un poco este estilo que se retoma nuevamente alrededor de 1974. Otras agrupaciones populares surgen alrededor de 1974 son Los Gatos Negros de Tiberio y Conjunto África, posteriormente Nativo Show y Carro Show.  Esta sería el precedente de todas las orquestas de cumbias de aires de metal mexicanas y el extranjero para el futuro.
La fusión musical mexicana, es retomada inmediatamente, casi de manera paralela en Colombia en los años 1960 con agrupaciones como La Sonora Dinamita sin embargo, esta orquesta de Antonio Fuentes interpretó en su primer álbum una sola cumbia hacia 1960, el resto fueron ritmos variados como el Bambuco, Torbellino y Son Haitiano, esta agrupación colombiana fue la más popular en México por asimilar el estilo de cumbia tropical o de aires de metal hecha en ese país. Posteriormente en el sur y centro del continente surgen con el tiempo diversas agrupaciones musicales con este estilo de cumbia tropical; en Venezuela se vuelven populares agrupaciones como Los Melódicos, Billo's Caracas Boys y Pastor López retoman y realizan cumbias y cumbiones del mismo estilo a lo largo de los años dando origen al "chucu-chucu" (música tropical bailable) misma que a su vez fue introducida en Colombia y asimilada por agrupaciones como La Sonora Malecón, La Sonora Dinamita, Armando Hernández, MaxiCombo, Los Andinos, Adolfo Echevarria, Rodolfo Aicardi, Grupo Clase, Aníbal Velázquez, Calixto Ochoa, Moab, Super Combo Veracruz, Los Graduados, Los Líderes entre muchos otros; en Chile La Sonora de Tommy Rey y La Sonora Palacios; en Ecuador Blacio Junior, Juan Cavero Super Conjunto Fénix y Orquesta Los Dinámicos. El Salvador merece capítulo aparte en esta ola ya que la orquesta de Lito Barrientos siguió la línea paralela a México donde a este tipo de cumbia se le llama "Cumbia costeña", absorbiendo lo ya hecho en Colombia, graba para Discos Fuentes de ese país sendos éxitos en el continente versiones en cumbia tropical, añadiéndose a él la Orquesta hermanos Flores, Orquesta San Vicente, Grupo Bravo y Orquesta Guanaco Sólido. El Perú se integra desde los años 1970 en menor medida con Pedro Miguel y sus Maracaibos, más tarde Armonía 10, Grupo 5, Combo Palacio/Virtuosos de la Salsa, Ray Cuestas y sus Palacios, Combo Los Nativos entre otros.
En esa misma década Mike Laure mezcla de manera drástica la base y ritmo de cumbia con elementos de percusiones de rock y guitarra eléctrica y bajo eléctrico hacia 1960, creando los inicios de la cumbia-rock, que posteriormente en las décadas de 1970 y 1980, el músico mexicano Rigo Tovar retoma esta cumbia con música rock combinando los elementos usandos de guitarras eléctricas, batería eléctrica, incluyendo además sintetizadores y efectos de sampleo añadiendo líricas locales o haciendo referencias a provincias mexicanas como su tema más famoso Matamoros querido una ciudad fronteriza norteña cuya cercanía con Estados Unidos le permitían adquirir equipos de audio e instrumentos de última generación. Esta fusión ahora es llamada formalmente "cumbia-rock" aunque se volvió en parte precedente de la Tecnocumbia. Él sería el antecedente para todos los grupos musicales de cumbia que se desprenden de la tradicional orquesta de cumbia acústica mexicana, ya que, al utilizar instrumentos eléctricos deriva en las décadas siguiente hacia la "música grupera" y/o conjuntos "gruperos" que a su vez derivaron en la Tecnocumbia actual y agrupaciones de instrumentos eléctricos. Si bien desde la década de 1960 se grababa cumbia al estilo mexicano, ya que esto no influenciaba a los pueblos, es hacia finales de esa década y principios de los años 1970 en que aparecen más grupos musicales que crean estilos propios de tocar cumbia a la mexicana y guatemalteco, Tropical Panamá, Tropical Caribe, Renacimiento 74, Luceritos de Michoacán, Leandros del Valle, Plebeyos, Los Sirvientes, Sepultureros entre otros muchos grupos regionales, entran en la escena musical del interior del páis (pais es de origen griego [pa=lugar][is=origen]del griego payis) con tendencias diferentes a las del centro y sur de Colombia y chile.
A mediadis de los años 80 comenzó a distribuirse por todo México, Colombia, Perú y Chile.
Aunque la cumbia mexicana ha seguido su propio camino con muchísimas agrupaciones locales que abarcan gran parte de su discografía, en las décadas posteriores no dejó de incluirse material proveniente de conjuntos y cantantes colombianos desde alrededor de 1970, así La Sonora Dinamita se vuelve prácticamente en la embajadora de la música colombiana en México, Andrés Landero, Lisandro Meza, Alfredo Gutiérrez, Armando Hernández, Policarpo Calle, Corralleros de Majagual, Rodolfo Aicardi, Joe Rodríguez, y años después llegan algunos materiales de Perú y Ecuador, entre muchos cantantes y grupos sudamericanos llenan la discografía mexicana, principalmente en la Ciudad de México, Estado de México, Monterrey y Coahuila, llegando a su zenith en los años 1980 y hasta principios de los 1990, posteriormente esta introducción de grupos extranjeros se debilita debido a la quiebra de la principal empresa impulsora de música tropical en ese país, Discos Peerless y al apoderamiento de la escena musical de los grupos música "Grupera", invasión de la salsa y del nacimiento de la cumbia sonidera y cumbia andina mexicana. Gran parte del repertorio de cumbia mexicana se ha regrabado en varios países latinoamericanos.

## Formación instrumental y baile
La formación orquestal originaria de México para interpretar cumbia surge desde principios de la década de los años 1940 de las orquestas de Rafael de Paz y Tony Camargo que aportaron los aires metálicos derivados de la música cubana predominante en el país a la cumbia cuando el colombiano Luis Carlos Meyer migró a México llevando cumbias y porros de su país, se fusionaron ambas tendencias al carecer Meyer de la tradicional instrumentación colombiana, mostradas en las grabaciones de la disquera RCA Víctor México hacia 1945 cuando ya eran populares. La música de bolero tradicional en México de los tríos cubanos y portorriqueños incluía maracas y la música cubana predominantes en la época mostrada en la cinematografía nacional dan cuenta del préstamo de estos bagajes instrumentales. Sin embargo, en Colombia, Lucho Bermúdez ya interpretaba cumbias orquestadas desde los años 1940 pero con una orquesta con mayor número de instrumentos y diferentes a los usados en México, basándose principalmente en saxofones y clarinetes que son los que hacían la melodía y hacían la base orquestal, su música ya era mostrada en la filmografía nacional pero al estilo mexicano, por lo que a la precaria industria colombiana del disco que no era tan sólida, decide viajar a Argentina para grabar sus primeros éxitos en estudios de calidad superior, y no fue hasta 1963 que se difunden sus obras en la inauguración de Inravisión. Por lo que ya era un hecho en ambos países esta tendencia. Carmen Rivero en 1962, integra no solo éstos instrumentos sino también los timbales (timbaletas) que marcan los paros, arranques y salidas de la orquesta dentro de un mismo tema musical, estilo no visto en las grabaciones colombianas, como directora de orquesta es apoyada por los arreglos musicales del renombrado e internacional autor mexicano Fernando Z. Maldonado acentuando el uso de trompetas y los paros musicales de paso de los bailes cubanos asimilados principalmente en Veracruz derivados del Danzón. 
Por otra parte los elementos para un grupo tradicional de cumbia los concentró Mike Laure que básicamente usa instrumentos de rock para la cumbia.
Una orquesta tradicional de cumbia acústica mexicana o cumbia tropical (aires metálicos) consiste en:
- Contrabajo acústico dando marco vibrante a la melodía.
- Un par de tumbadoras (congas) que marcan el tiempo.
- Dos trompetas altas y opcionalmente una baja sea un saxofón o un trombón que interpretan la melodía.
- Un clarinete.
- Güiro, que marca el ritmo, gabaza que lo acompaña para acentuarlo y un par de maracas para darle más vivacidad al ritmo.
- Piano de cola para acompañamiento en contratiempo al bajo e interpretación de melodía.
- Dos timbales (timbaletas) o tarolas para marcar entradas, salidas y cambios en la melodía.

Se cuenta con un cantante líder masculino o femenino y dos o tres coristas, incluyendo uno femenino.
Esos eran los elementos usados por la orquesta de Cármen Rivero quien tampoco usaba gaitas, tambores, bombos, caja, tambora y otros elementos de la cumbia original colombiana cambiando la forma de interpretarla naciendo un nuevo estilo de trompetas.
Un grupo de cumbia mexicana consiste básicamente de:
- Bajo eléctrico.
- Guitarra eléctrica.
- Tarolas (timbaletas).
- Congas.
- Saxofón, acordeón y clarinete.
- Batería acústica.
- Güiro.

Esos eran los elementos del grupo Los Cometas de Mike Laure, que dio como resultado un nuevo estilo de cumbia más portable y sencilla de interpretar por tener menos elementos de la cumbia original. Los tambores, caja y otros elementos de percusión se sustituirían netamente por la batería acústica, esta formación básica para tocar cumbia mexicana permanece hasta la fecha no solo en el páis si no resto del continente por los avances técnicos en construcción de instrumentos musicales.
Para cada tipo, la acústica y grupera, el avance de la tecnología permitió que esta formación básica de orquesta de cumbia mexicana y grupo de cumbia mexicana incluyera con el paso del tiempo sintetizadores que sustituyen al piano de cola, y ocasionalmente acordeón y trompetas (evolución a Tecnocumbia).
El baile a diferencia de su original colombiano que mantiene a la pareja separada, cambia los movimientos afroindoamericanos a ser totalmente urbano y de salón. El baile de cumbia mexicana es heredada de la manera de bailar el Danzón, en pareja, cuerpo a cuerpo, que se fusiona a su vez con el Rock and Roll popular en la época. El hombre abarca con su brazo derecho a la cintura femenina, mientras a la izquierda, toma la mano diestra de la mujer a lo alto para ondearla; por su parte la mujer toma el hombro masculino con su mano izquierda y acentúa el movimiento de cintura y caderas. El baile comienza en dicha posición donde el movimiento se centra en las piernas de ambos, donde el tronco generalmente se mantiene estático a diferencia de como se baila en Sudamérica, los movimientos rítmicos se sincronizan con el compás que marca el güiro o el bajo, paso con paso al tiempo del bajo, y las manos al ritmo del güiro. En pleno movimiento las rodillas responden a los timbales, los sueltes de pareja y las tradicionales "vueltas" forman parte importante del baile cuando los timbales marcan entradas o salidas de la orquesta. En el futuro se heredarían dichos movimientos tanto para bailar salsa, y quebradita en el mexicano.

## Definiciones y variaciones de la cumbia mexicana
La cumbia mexicana igual que su símiles adaptadas de la música colombiana como la cumbia salvadoreña, la cumbia peruana o la cumbia argentina entre otras, no es una unificación de género único que la identifique ya que estos estilos son muy diversos y variados, de provincia en provincia, de época en época se tienen estilos que una vez que son asimilados por el público y los músicos de cumbia colombiana tienen la consecuencia de marcar una tendencia a seguir por nuevas agrupaciones, como la cumbia norteña, cumbia del sureste, cumbia mariachi o la cumbia sonidera por citar algunas de sus variantes nacionales, es a su vez una fusión de los folclores adaptados de Colombia con los nacionales como la música norteña, el mariachi, la música banda, música romántica, huapango, son huasteco, y desde luego con ritmos antiguos y modernos del extranjero como el son cubano, salsa, merengue, reggae, ska entre los ritmos afrocaribeños, así como los del folclore boliviano, ecuatoriano, vals y folclore peruano, junto con el rock & roll, hip-hop, rap, disco, dance, y electrónica, además de que, dichas tendencias han variado según la popularidad de cada unos de los ritmos con lo que se ha fusionado y épocas, también ha variado su rango difusión, comúnmente Centroamérica es la principal región extranjera de escucha de cumbia mexicana, pero también se extiende a toda Sudamérica donde se ha asimilado el estilo de este subgénero.

## Desarrollo de la cumbia mexicana

### Década de 1950
Hacia los años 1940 y 1950 y hasta mediados de los 1960, se vivió en Colombia lo que se llamó la "época de oro de la cumbia" que reflejó a escala mundial el folclore del país sudamericano, con diversos éxitos que le dieron identidad por décadas al país con la cumbia más famosa de Colombia, La pollera colorá (equivalente a decir en México "la falda roja") pero debido a diversos factores sociales, la cumbia fue perdiendo popularidad debido a la invasión en Colombia de ritmos y música proveniente del extranjero, principalmente del norte del continente, haciendo que la música mexicana en todas su variantes (en español) y la estadounidense (inglés) aunada al furor de ritmos afrocaribeños como la salsa y el merengue entre otras y al apoderamiento del vallenato como música folclorista que desplazarían casi hasta la extinción al que fuera por mucho tiempo el ritmo nacional colombiano la cumbia, actualmente en Colombia es casi nula la grabación y surgimiento de grupos dedicados a ella, y en cambio el Vallenato se ha convertido en símbolo de la música nacional colombiana, relegando la cumbia solo a eventos nacionalistas y del pasado histórico del país sureño.
En su época de esplendor en los años 1940 y 1950, la cumbia de Colombia fue diseminándose por varios países de América Latina siendo más o menos popular en distintos países, principalmente tres países fueron y hasta la fecha, los que más arraigaron popularidad a este ritmo colombiano, Perú, México y Argentina.
La justificación de la adopción del ritmo de cumbia colombiana en diversos países corresponde a diversas razones, por ejemplo, en la Argentina el ritmo fue adoptado transparentemente debido a que la música de tango utiliza acordeón, por lo que para las agrupaciones argentinas su adopción era directa, lo mismo sucede con México que utiliza en su música norteña como principal ejecutor al acordeón por lo que también fue directa la fusión con el ritmo colombiano en su música que se dio de manera natural y más tarde también en la cumbia en todo el continente se adoptaría de la música norteña el "acompañamiento" del bajosexto que a su vez se tomó del acompañamiento de la tumbadora de Carmen Rivero, que sería sustituido por la guitarra y en las cumbias orquestadas, sería sustituido por el piano sintetizado, principalmente por las orquestas venezolanas como la de Nelson Henríquez y su Combo.
A mediados de los años 1950 en México, gozaba de singular éxito la agrupación llamada "Los Cometas" la cual musicalizaba diversos ritmos de música de bolero, tropical cubana, entre otros ritmos cubanos y el foxtrot en sus temas, dicha agrupación grabó para la empresa CBS (hoy Sony Music) diversos éxitos clásicos.
Su particularidad radica en utilizar en todos sus temas el acordeón como base del ritmo de sus temas, así quedan en la memoria del pueblo mexicano de la época los éxitos mezcla de bolero y tropical con acordeón como "Jugando poker", "Chupando caña", "¿En dónde está mi saxofón?", "Que se mueran los feos", entre otros. que darían el precedente del gusto de la música, aunada a la nacional norteña, por la de acordeón, por lo que la asimilación futura de la cumbia que contenía por naturaleza al acordeón, no fuera impedimento para su adopción.
El primer músico colombiano en aventurarse al norte del continente fue Luis Carlos Meyer que decidió después de tener un enorme éxito en Colombia hacer una gira por distintos países vecinos y remontarse hacia el norte del continente llegando por primera vez a México; fue uno de los primeros introductores de la cumbia en el país, dejando esa muestra de la nueva música "tropical" en México grabando a lado de la orquesta de Rafael de Paz y Tony Camargo, y a su vez de lo aportado por Lucho Bermúdez que introduce otros ritmos colombianos como el porro, así otros músicos pocos años después asimilarían el nuevo ritmo colombiano, Meyer continua su escalada hacia Estados Unidos donde finalmente residiría.

### Década de 1960
La historia de la cumbia en México es paralela a la del rock y también se comportó casi de la misma forma.
Dentro del marco tropical mexicano predominaban aún de la década anterior los diversos ritmos tropicales del importados de Cuba únicamente ante el furor del cine mexicano de los años 1940 y 1950 del género "rumberas", así en el mercado nacional de 1960 predominaban sonidos orquestales de aires de metal de manera común en orquestas de Mambo como la del cubano Pérez Prado, y la Sonora Matancera.
Así pues, dentro de este panorama surge la que sería precursora del estilo musical tropical mexicano "tipo sonora" en base de solo aires de metal, es decir predominante de solo trompetas, piano y güiro, derivado de las orquestas cubanas mencionadas, así surge la "Tropical Santanera" de Carlos Colorado proveniente de Barra de Santa Ana, estado de Tabasco formada en 1955, que evoluciona a Sonora Santanera, una orquesta que interpretaba boleros tropicales similares al estilo de la cual se inspira tanto en estilo como en instrumentación, Sonora Matancera, así pues México a través de esta orquesta, la Sonora Santanera comienza una implantación de estilo bolero tropical que ya había dejado Sonora Matancera que se avocaba a géneros más rítmicos como el guaguancó y la rumba.
Siendo este estilo tropical predominante en México, de la mano de Luis Carlos Meyer había llegado una de las primeras cumbias a México en la década anterior, "Micaela".
Policarpo Calle, acordeonista de cumbia y vallenato muy popular en Colombia y México con temas como "La porra caimanera", "La cumbia chida", "La monaguilla", "Leyda", "Se cabrió la cumbia" "María Salomé" entre otros, menciona que uno de los primeros que introdujo la cumbia en México fue la mexicana Carmen Rivero, quien viajó hasta Colombia para aprender cumbia y traerla al país, paralelamente, Mike Laure músico roquero jalisciense empezó con el cambio de su estilo de roquero a un tropicalero declarado, es así que comienza probando suerte en el ritmo que apenas llegaba, la cumbia, ambos, Carmen Rivero y Mike Laure por caminos distintos no sabían que serían las luminarías inmortales que serían el precedente y ellos serían los que crearían la cumbia mexicana.
Aunque al regresar de Colombia, Carmen Rivero traía un repertorio de cumbias de la recién terminada década anterior colombiana, la mexicana Rivero realizó, al igual que Mike Laure una simbiosis de la cumbia traída de Colombia con la experiencia que ambos poseían de distintos ritmos.
Por su parte, Mike Laure, hacia 1959 y 1960, había ya formado su primer grupo que poco tiempo después cambiaría su nombre a "Los Cometas", (homónimo de otro grupo que grababa para CBS Columbia), teniendo como experiencia musical el Rock, Mike Laure realiza una muy particular y reconocida adaptación musical fusión de la cumbia con el rock de la época, aunque Mike Laure separaba las verdaderas percusiones colombianas de la cumbia sustituyéndolas por la batería acústica (por la consecuencia de tener instrumentos para tocar Rock & Roll) por lo que junto con parientes de él, introducen algunos instrumentos protagonistas de la cumbia colombiana, como el acordeón, el saxofón y el clarinete, y como base del compás (haciendo la función de la guacharaca) la batería acústica, añadiendo un instrumento que ya había sido utilizado por los colombianos pero que no fue usado más por la cuestión de que para la época en que se introducía la cumbia en México, la Cumbia por su parte en Colombia comenzaba a perder fuerza, nos referimos a la guitarra eléctrica, que como músico de rock, invariablemente debería usarla dentro de sus grabaciones.
Mike Laure con sus "ritmos tropicales" entre ellos la cumbia comenzó a volverse muy popular grabando para Discos Musart éxitos cover de grupos colombianos como Cresencio Salcedo y su "Varita e' caña", Antolín y su Combo Orence con el famoso "Tabaco mascao" también de Combo los Galleros con la "cieguita" Lucy González, y por supuesto de unos de los verdaderos acordeoneros de la época Alejandro Durán con su éxito acordeonero "039", así como éxitos de Los Corraleros de Majagual y demás composiciones de otros músicos célebres como Eliseo Herrera, Julio Erazo entre otros. No obstante de que Mike Laure grababa éxitos de cumbia u otros aires colombianos, las regrabaciones se habían adaptado musicalmente, por lo que la cumbia casi por primera vez tiene una de sus adaptaciones radicales en manos de Mike Laure, las grabaciones e instrumentaciones eran radicalmente distintas en estilo, no se asemejaban a las originales colombianas, generalmente conservaban la letra pero la música era diametralmente diferente, además de no tener el instrumental real de una orquesta de cumbia, como se dijo, Mike Laure utiliza en grabaciones de cumbia por primera vez para un mexicano la utilización de acordeón, guitarra eléctrica, clarinete y saxofón, y para simular las percusiones utiliza unas "tumbadoras" o "congas". Mike Laure, sin darse cuenta, envolvería en sus grabaciones e impondría pautas para las futuras tendencias de la cumbia en México, la cumbia con acordeón, la cumbia con saxofón y la cumbia con guitarra eléctrica. A pesar de que muchas de las cumbias eran versiones, pronto comenzarían a componerse cumbias mexicanas y grabadas también por Mike Laure.
Paralelamente, Carmen Rivero una vez traído su repertorio colombiano y tenerse a ella como vocalista de su conjunto y posteriormente a Linda Vera, realiza sus grabaciones para Discos CBS Columbia / Discos Orfeón, por lo que pronto comienza a popularizarse debido a las cumbias famosas, los temas de éxito fueron claramente "La pollera colorá", "pescador" y al igual que en la carrera de Mike Laure, comenzarían a componerse y grabarse las primeras cumbias mexicanas, como las incluidas en sus primeros discos de Carmen Rivero como el tema "A Tabasco" refiriéndose al estado mexicano de Tabasco.
En la carrera particular de Carmen Rivero, se realizó una simbiosis distinta de cumbia no conocida hasta ese momento, una de las tantas variantes y adaptaciones de cumbia ahora muy comunes en todo el continente, Carmen Rivero y su orquesta tenían el bagaje de experiencia de ritmos afrocaribeños como la rumba, mambo, cha-cha-chá y el son cubano, estos ritmos habían sido muy populares en México en las tres décadas anteriores y puesto la experiencia e innevitable separación de estos ritmos e instrumentos, se realiza la interpretación de cumbia, a lo que, por ende da un género distinto, de hecho, los músicos colombianos reconocen que México fue el primer país en introducir los timbales (o tarolas en la cumbia) instrumento de percusión que se heredaba de los ritmos afrocaribeños hacia la cumbia, además de también introducir el güiro en sustitución de la guacharaca colombiana, así por segunda vez, la cumbia sufría una segunda adaptación desde México, información mostrada en el documental colombiano "Zapatos mexicanos para bailar cumbia" de Juan Ortiz Osorno, así pues la cumbia con aires de metal, es decir inclusión de trompetas heredadas de las orquestas cubanas como Pérez Prado dentro del género cumbia colombiana en Carmen Rivero y su conjunto que fue la primera orquesta en América en interpretar cumbia con estos instrumentos, trascendiendo con esto fronteras y colocarse en el Billboard como uno de los álbumes más famosos de música latina.
Mientras en Colombia aún prevalecía la verdadera cumbia clásica con tambora colombiana, caña de millo, la guacha, las maracas, el tambor llamador, y diversos instrumentos de la Costa Caribe colombiana, en México surgía este estilo de cumbia con trompetas, güiro, piano, conga y timbal, así se demuestran en las grabaciones de Carmen Rivero de CBS Columbia de principio de los años 1960. En 1960, Pedro Salcedo grabaron la cumbia más famosa de Colombia, "La pollera colorá", y Pedro Laza y sus Pelayeros "Navidad negra", éstos fueron hechos en Discos Fuentes de Colombia, donde ambos temas fueron orquestados netamente con instrumentos clásicos de la Costa Caribe colombiana, como la tambora, gaitas y flauta de millo, entre otros, pero estos temas fueron regrabados en México imnediatamente después por Carmen Rivero con arreglos orquestales de aires de metal, güiro y timbales, cambiando así completamente el tipo de orquesta ejecutante, dichas tendencias de este nuevo estilo de cumbia "moderna" surgida en México serían retomadas rápidamente en la misma Colombia poco tiempo después fusionadas a las tamboras colombianas de los años 1960, justo cuando en esos mismos momentos se formaba la Sonora Dinamita (1961) con la única orquesta colombiana a la que se pordría comparar, ícono representante de su país que cuando Carmen Rivero tenía ya el nuevo estilo de aires de metal implantado, Sonora Dinamita aún conservaba el estilo puro colombiano y comenzaba a integrar aires de metal, grabando solo dos cumbias una de ellas "A ritmo de Tambó", estilo también inspirada en las de Sonora Matancera, pero a diferencia de Rivero que ejecutaba cumbias, La Sonora Dinamita solo grabó alrededor de cinco antes de desintegrarse en 1962, el resto eran otros ritmos afrocaribeños diametralmente diferentes a la cumbia, pocos años después sería comercializada en México. Colombia retoma la nueva tendencia y la esparce hacia sus países vecinos durante el resto de las décadas, estilo que aún sobrevive tanto en México como en el resto del continente.
Todavía hasta mediados de los años 1960 y 1970 prevalecería de manera errónea el llamar "música tropical" en general a la cumbia, enfrascándola junto con otros ritmos preponderantes haciendo más difícil la distinción, separación y consagración de este ritmo en México, aunque ya ocupaba un lugar privilegiado dentro de la escala discográfica de la época aunque fuese combinada con otros ritmos, no es hasta que comienza Mike Laure a introducir frases como "la cumbiamba" dentro de sus grabaciones, también Carmen Rivero haría lo propio titulando a grandes letras en portada del LP "Cumbia, Carmen Rivero y su orquesta, canta Linda Vera" para CBS Columbia Ver portada como se comienza la distinción y separación de la cumbia a la que se le había confinado como "música tropical" de manera indistinta con otros ritmos, es por ello que el estilo mexicano de la cumbia era fácilmente confundible con las orquestas cubanas, de las cuales después se distinguiría por la acentuación del compás de cumbia, incluso como se puede observar en la portada del Long Play, los músicos visten al estilo de mamberas cubanas en los brazos y tienen como soporte musical al piano de cola cubano, trompetas, tarolas o timbales en la parte izquierda y tumbadoras en la derecha así como maracas y güiro en la parte central de la portada, muy arraigadas en la Sonora Matancera de Cuba.
Con estos dos principales y casi únicos exponentes de principios de los años 1960 ya se hablaba de la "chunchaca" término usado entre músicos mexicanos (referida así por el compás marcado por la batería acústica de Mike Laure), mientras entre los colombianos, fueron quienes la bautizaron como "cumbia mexicana" ya que, al musicalizarse de diferente forma en el país norteamericano, sintieron la necesidad de desmarcarse de la cumbia que se grababa en México y salvaguardar su propio género colombiano grabado todavía en aquellos entonces para Disqueras colombianas como Discos Fuentes y su rival Discos Sonolux, como separación de arraigo nacional así también surgió el desmarque de la cumbia grabada en Argentina, Venezuela y Perú durante la misma época.
La principal cantante Linda Vera de la Orquesta de Carmen Rivero deja a dicha agrupación para conjuntar la suya, regrabando varios éxitos, pero es hasta 1980 cuando se edita un LP completo con "Linda Vera y su Orquesta, A bailar la Cumbia", una reedición del que hiciera CBS en 1964, pero esta vez con otra agrupación totalmente distinta y para la pequeña empresa disquera Discos Continental - Discos Hit.
Paralelamente comienzan a comercializarse en México los trabajos de grabaciones de Discos Fuentes hechas por la Sonora Dinamita de Colombia que se aprovechaba el éxito que ya comenzaba a tener la cumbia en México, para entonces introducir el primer material editado traído a México fue el llamado "Ritmo" (homónimo del publicado en Colombia) que contenía solo dos cumbias a diferencia del mayor número de éxitos que tenía Rivero con CBS Columbia.
El resto de temas que contenía el LP "Ritmo" eran guajiras, sones montunos, chachachá e incluso un son haitiano, el material fue publicado por Discos Peerless bajo licencia de Discos Fuentes hacia 1968 con temas como "Mayé Rayé", "Si la vieran", "Taqui ti Taqui" entre otros, las mismas sin embargo aún no tenían ni se asemejaban a la misma orquestación de Carmen Rivero si no la tradicional colombiana como se mencionó antes, sin embargo, incluían el uso de trompetas, pero no del mismo estilo que usaba la mexicana Rivero. Sonora Dinamita fue una de las percusoras extranjeras de la cumbia en el país en años posteriores con un éxito rotundo que hace que después de desintegrarse se volviera a formar por iniciativa mexicana para no de desintegrarse de nuevo hasta la fecha.
El éxito de la recién adaptación de la cumbia colombiana a lo que se llamaría cumbia mexicana hecha por Carmen Rivero y Mike Laure aunque no de manera formal, fue tal en el país que llevó al medio televisivo a ambas estrellas, aparecerían en programas de la época de Televicentro, primero, Carmen Rivero "La señora de América" y Mike Laure en ocasiones distintas, y posteriormente a manera de solista Linda Vera exvocalista de Rivero a finales de los años 1960 y Chelo Rubio haría lo propio al separarse de "Los Cometas" y prima de Mike Laure para formar a Chelo y su Conjunto, y poco tiempo después pasó al fílmico el mítico Mike Laure participando en varios filmes entre ellos "Agente 00sexy" en 1968, un filme prácticamente histórico en el que se muestra la diferencia entre la cumbia colombiana y mexicana, Mike Laure aparece con la Cumbia "Tiburón", que haría más popular los éxitos de cumbia y otros éxitos de otros ritmos grabados por Miguel Laure, curiosamente, en este mismo filme, aparece un artista colombiano mostrando el folclor original de la cumbia diferente a lo que interpretaba en la película Mike Laure, nos referimos a Alfredo Gutiérrez y su conjunto, con "la banda borracha", todo un ícono colombiano desprendido del famoso Corraleros del Majahual, así como el Trío los Isleños con "Cumbia para María", asimismo, el actor internacional Fernando Lujan menciona la frase "cómprale lo que quieras, y si ves Cumbias, cómprame unas, me he vuelto Cumbiero".

### Década de 1970
Durante los finales de los años 1960 se había consolidado la cumbia como ritmo y se había hecho precedente a las posteriores grabaciones y diversas adaptaciones que el país azteca realizaría sobre este ritmo, es así como para finales de los años 1960, se crea en un foco de introducción, adaptación y arraigo de la cumbia entre el común del público y desde luego entre los músicos, así para el año 1968, Francisco Javier Hernández o conocido comúnmente como Xavier Passos originario de la ciudad porteña de Matamoros, en el estado de Tamaulipas, México, crearía su grupo Capricornio y comenzaría una escalada de éxitos.
Xavier Passos realiza una de las más importantes profundizaciones de cumbia que seguiría a lo que primero había hecho Mike Laure durante los años 1960, pero bajo una sola vertiente, la "cumbia con guitarra eléctrica" y el uso de percusiones solo con batería y tarola de la misma. Xavier Passos ya también tenía un bagaje de músico de rock, además de poseer estudios musicales formales, e influencia más arraigada por el contacto de la cercanía de su ciudad natal con la frontera de los Estados Unidos, Xavier Passos sería un músico que empezaría a utilizar de manera desmedida el uso de guitarra eléctrica derivada del Rock fusionada con la norteña que el mismo ejecutaba junto con su voz que era plenamente identificable con un estilo propio y único dentro de la cumbia mexicana, implantó los principios de la cumbia-rock que después se adjudicaría por cuenta propia Rigo Tovar. Aunque el innovador en el uso de guitarra eléctrica había sido Mike Laure, Xavier Passos le daría una profundización debido a las cualidades de que los temas de Passos eran composiciones propias y su voz única distinguible y apropiada para el género cumbia se ganó el afecto y reconocimiento del público por muchos años como músico y vocalista de cumbia, temas como "Viva Matamoros", "Coral", "Popurrí de los Beatles", "Es casado y le pegan", "Cumbia francesa", "Ya te miras viejo", "Costa Grande", entre otros son todos de su inspiración, excepto las adaptaciones llamadas "Cumbia francesa" y "Popurrí de los Beatles" que son adaptaciones en cumbia de temas franceses e ingleses (autoría de John Lennon/Paul McCartney) respectivamente, ahora, bien a bien, no se reconoce a "Cumbia francesa" de Xavier Passos como la primera cumbia cantada en otro idioma ajeno al español, puesto que este músico la interpreta en francés así también lo haría con el tema "Capri" en ese mismo idioma con la particularidad de en este último tema, utilizar sintetizador con simulación de acordeón, "Popurrí de los Beatles" sería una versión adaptada de la letra al español y una de las más recordadas por sus fanáticos y paisanos donde se constata la combinación de cumbia colombiana y rock, la misma al igual que Mike Laure combinó la fusión directa de acompañamiento de batería acústica propia del rock aunado a la cumbia, y aunque, la combinación Cumbia-Rock pertenece a Xavier Passos en sus composiciones mostró respeto y tributo al ritmo colombiano con sus temas "Colombia" y "De México a Colombia" evocando en la letra al baile propio del ritmo con sus menciones acerca de los "sombreros", "abarcas", "Ron", "país de playa", "tierra del Vallenato", "prender de velas", "baile de polleras" y "pasear por Bogotá" entre otros versos, indicando en sus letras que "humildemente", le faltaba mucho por conocer acerca de Colombia país donde se gestó el ritmo que interpretaba dentro de su fusión mexicana, y más aún todas las influencias dentro de su cumbia, serían derivados de varios ritmos como la música norteña, country, rock, jazz, soul, plasmados en su tema "Veneno del alma" al más puro estilo de fusión latina de Carlos Santana muy estilado en la época.
La cumbia con guitarra eléctrica de Xavier Passos, y sus adaptaciones de cumbia realizadas, serían profundas y definitorias para las musicalizaciones de cumbias realizadas por otros músicos y grupos en las décadas siguientes en México. Dentro de las cumbias grabadas por Xavier Passos, hay vestigios claros en las grabaciones de sus LP de que a pesar de que su guitarra eléctrica evocaba a requintos de rock de la época, también en muchas partes reflejaba el acompañamiento y requinto de un Bajosexto utilizado comúnmente para la música regional mexicana "norteña" (que más tarde se utilizaría en la cumbia hecha en el sur del continente), aunado a algunos plumilleos de country estadounidense, con lo que también se tiene un antecedente de lo que en los años 1990 se conocería como "cumbia norteña" aunque Passos no utilizara acordeón salvo en pocos temas mediante sintetizador.
Rigo Tovar era el principal rival musicalmente hablando de Passos, ya que ambos eran originarios de la misma ciudad, Matamoros, pero Rigo Tovar paralelamente a Passos, comenzó su carrera como cumbiero en Houston, Texas, y de ahí saltaría a México con su escalada de éxitos.
Rigo tenía la particularidad de autodefinirse como el creador de la Cumbia-Rock, aunque también se le considera un innovador debido a la introducción de instrumentos parecidos a los que ya usaba Passos, Rigo y su conjunto "Costa Azul" por su parte, incluía también órgano eléctrico con sampleo y/o Moog modular poco tiempo después más acompañamiento de guitarra eléctrica y en ocasiones efectos de Fuzztone, por lo que la mayoría de sus instrumentos eran de corte eléctrico a la manera de los grupos de rock psicodélico de la época como Iron Butterfly, Creedence, The Doors entre otros dando ciertamente un sonido más innovador para aquella época.
Rigo Tovar a pesar de no haber sido netamente creador del subgénero cumbia rock que se le debe a Passos por una diferencia mínima de tiempo de ambos en musicalizarlas, si se le puede atribuir que la extendiera enormemente por todos los confines del país, Estados Unidos, centro, parte de Sudamérica, Europa y Asia. Rigo Tovar tenía también la cualidad de componer sus propios temas con un estilo rítmico como el de Passos, es una casualidad que ambos fueran de la misma ciudad y comenzaran su inquietudes por la cumbia casi al mismo tiempo e innevitablemente rivalizaran musicalmente, rivalidad que Passos no reconocía y por el contrario, le tenía respeto a Tovar. Tovar implementa desmedidamente efectos de sampleo en sus órganos eléctricos y algunos efectos de Fuzztone en las guitarras muy propias de la época, dando una clara combinación de rock y cumbia que le haría rico y famoso al grado de poseer autos de los más codiciados de corte inglés e italiano, un Rolls-Royce inglés e incluso un Ferrari Testarosa italiano con su parabrisas pintado con el nombre de su grupo Costa Azul que muchas veces presumía con sus vestimentas combinadas de Rock y Norteño, su fama se mantendría hasta entrada la década de los años 1990 al grado que en su ciudad natal, Matamoros, posee un monumento en su honor e incluso una avenida principal a la que se le cambió el nombre en su honor misma que puede encontrarse en Google maps para mayor referencia, como hijo predilecto de esa provincia mexicana.
Éxitos como "Matamoros Querido" (como respuesta a "Viva Matamoros" de Xavier Passos) hacia 1970 era un éxito discográfico y vendrían muchos éxitos de composición propia como "Como será la mujer", "¡Oh que gusto de volverte a ver!", "Allá en mi pueblo" entre muchos otros serían garante de su prevalencia en el gusto del público hasta hoy. Posteriormente saldrían al escenario otras agrupaciones cumbiamberas que utilizaban la guitarra eléctrica y órgano, es decir, del mismo corte, algunas de las más famosas serían "Tommy Ramírez y Los Sonorrítmicos", "Los Alcántara", "Conjunto Costamar" entre otros.
Paralelamente, surgían a la luz más y más variantes de la cumbia mexicana, estilos y grupos, a principios de los años 1970 irrumpe en el mercado discográfico una agrupación michoacana que retoma una de las vertientes implantadas por Mike Laure en la década anterior, la cumbia con saxofón, el nuevo grupo se hizo llamar Los Sonor's que grabó para Discos Peerless así en el año 1970 lanza al mercado un primer sencillo con uno de sus temas de cumbia más afamados "Cumbia calé", la particularidad de este grupo estriba en la notoriedad que toma el saxofón como protagonista de los temas de cumbia del grupo y la inclusión también de órgano eléctrico y guitarra eléctrica de la década anterior, el grupo es de los primeros en grabar cumbias rápidas (o cumbiones) con órgano eléctrico mezclándolo con ritmos mexicanos como el Jarabe muy popular en el occidente de donde es originaria esta agrupación michoacana, mostrándose en el tema "La feria de Cali".
Hacia mediados de 1974, surgen y se consolidan varios grupos con la saga de nombre "tropical" capítulo tropical aparte del norte de México, principalmente de los estados de Tamaulipas y Nuevo León al estilo de cumbia-rock, todos al mismo estilo de la cumbia heredada de Mike Laure y Xavier Passos, todos antecedentes de la "música grupera", así agrupaciones como "Tropical Panamá", "Tropical Cerralvo", "Tropical Florida", "Tropical Palmeras", "Tropical Vallarta", "Tropical del Bravo", además "Grupo Bagdad" y "Renacimiento 74" junto otros del centro como "Tropical América" del estado de Morelos así como "Los modernistas de Morelos" e "Illusion 6" de Guanajuato, "Tropical Altamirano", "Tropical Zapata" entre muchos otros, se convierten en íconos significativos de la cumbia grupera de los años 1970 y 1980 su presencia si bien fue débil en el centro del país, en el norte causaron furor por varias décadas hasta la fecha. Su característica principal fue también el uso de batería acústica para generar el ritmo, el güiro, los sintetizadores y la guitarra eléctrica.
Al mismo tiempo, en las costa guerrerense, en el puerto de Acapulco, surge la agrupación llamada Conjunto Acapulco Tropical, que también retoma una de las vertientes de Mike Laure que a su vez como este grupo, se toma de la cumbia colombiana, el estilo de grabar cumbia con acordeón sumada a los acompañamientos y requintos de guitarra eléctrica hacia 1973. En principio, Conjunto Acapulco Tropical fue rechazado por las principales disqueras por su "cuestionable" calidad musical según decían los ejecutivos de las disqueras, que sin embargo, era comparable a las de los grupos de cumbia de Colombia de los años 1960 por su sonido autóctono, sin embargo, en poco tiempo había tomado gran popularidad produciendo de manera independiente sus temas tanto que, finalmente RCA Victor después de haberles rechazado, les contrata y aumenta su promoción llevándeles fuera de las fronteras llegando sus LP a ser populares en países como Estados Unidos, centro y parte de Sudamérica, principalmente en Argentina, donde actualmente se revenden su LP a través del mercado electrónico que llegaron a editarse en el país sureño mediante las filiales de RCA Victor. Sus temas "Cangrejito Playero", "Walter", "Mi lindo Acapulco", "¡Que bien que toca!" demostraron su popularidad.
Mientras tanto, otra agrupación simbólica de esta década fueron Dulce Rosario y Los Sepultureros que también combinaban ya el género particular de las diversas variantes de la cumbia mexicana, en esta ocasión, condensarían varias de las posibles combinaciones de cumbia, la utilización de sintetizadores u órganos electrónicos de la época, guitarra eléctrica, batería acústica y posteriormente eléctrica y acordeón. Esta agrupación reafirmaba la existencia de la cumbia mexicana como adaptación propia, así se demostró con el tema homónimo "Cumbia mexicana" lanzado alrededor de 1973, ese y otros éxitos míticos temas como "El ropavejero", "Señorita cumbia", "La ouija", "La secretaria", entre otros le abrieron el paso hacia el resto del país y el extranjero.
Desde los inicios de Mike Laure en 1959 y hasta la mención de los grupos anteriores, todos invariablemente utilizaron como instrumento musical sea de acompañamiento, requinto secundario o protagonista a la guitarra eléctrica sea con efectos de Fuzztone o con reverberaciones, entre todos ellos habían implantado un estilo de tocar la cumbia con guitarra eléctrica en México como herencia y penetración del rock desde sus inicios en México sobre los músicos mexicanos que prevalece hasta la fecha, diferenciándose de la musicalización dada en otros países del sur del continente que poseen un estilo propio y que de igual manera implantaron las mismas instrumentaciones en las mismas épocas mezclándolas con ritmos y sonidos regionales a cada país, así como el uso en mayor o menor medida del acordeón cromático o también el acordeón diatónico dependiendo del estilo de cada grupo, además también de aires de metal principalmente trompetas y saxofones, aunque cabe señalar en este punto que esta dotación de instrumentos no es exclusiva de la cumbia mexicana, (salvo aquellos casos donde explícitamente se ha indicado como aportes mexicanos los timbales, güiro, batería acústica y metales, tendencia que iniciara propiamente Carmen Rivero en principios de la década anterior) además es válido decir que los grupos mexicanos los utilizaron y combinaron con sonidos e idiosincrasia propios del país diferenciándose de los géneros provenientes del sur del continente, incluso, la forma de vocalizar y timbres de voz son distintos que mezclan las cubanas, mexicanas y colombianas y otra peculiaridad de la cumbia mexicana es en cuanto a los enfoques de los líricos o letras.
Otra agrupación clásica surgiría como otra de las variantes de la cumbia mexicana, la que había iniciado Carmen Rivero, la cumbia con aires de metal sería Conjunto África con diversos temas con este tipo de dotación instrumental que se volverían muy populares en esta década y en la siguiente, temas como "El diferente", "Cumbia de los amantes", "Las piernas de Malena", "Los locos", y su inmortal éxito "Los luchadores" serían garante de éxito entre ambas décadas, este último éxito es comúnmente para musicalizar ocasionalmente eventos de Lucha Libre mexicana o Wrestling, Tiberio González formaba parte de esta agrupación, separándose de ella para crear Tiberio y sus Gatos Negros hacia 1976, con algunos covers colombianos, venezolanos y composiciones mexicanas toma popularidad similar al grupo que dejara retomando la cumbia con trompetas como base del ritmo, que se haría más popular con el retorno a México de Sonora Dinamita que se había vuelto a formar junto con el colombiano Lucho Argaín después de haberse desintegrado 10 años antes como estrategia para aprovechar la popularidad que tenía la cumbia en tierra azteca para tener éxito que había tenido en la década anterior en el país norteño.
Gatos Negros y Tiberio González llamado el "salsómano de México" por el mítico cantante colombiano de cumbia y salsa Joe Rodríguez, Tiberio y Los Gatos Negros crearon diversos éxitos en el medio discográfico con sus temas "Pelotica de pin pon", "Casa de Tiberio" (este último precisamente cover de "Casa de Fernando" que grabara Joe Rodríguez), y los cover de cumbia venezolana de Emir Boscán "Carmenza", y "Yolanda".
Todas estas agrupaciones y cantantes prevalecerían con gran éxito por toda la década siguiente con nuevos covers y grabaciones propias.
Al final de esta década se habían ya formado otros grupos que serían antecesores de lo que se conocería en los años 1990 como tecnocumbia y música grupera, Marco Antonio Solis y Los Bukis  con cumbias al estilo mexicano en la televisión nacional a finales de los 70's, y por otra parte Conjunto La Brisa evolucionaría hacia Los Temerarios de los hermanos Angel Alba, ambos cuyas cumbias mexicanas y baladas románticas darían sendos récords de ventas de discos y popularidad en México, Estados Unidos, centro y Sudamérica, llegándose a editar singles y LP de amobos en sellos sudamericanos como "Microfon-Quattro" de Chile bajo licencias de CBS Columbia.

### Década de 1980
La mayor parte de los grupos creados en la década de los años 1960 y 1970 aún sobrevivían y variaban en popularidad debido a los cambios en las tendencias musicales gustadas por el público mexicano, finales de los años 1970 y principios de los años 1980 son el caldo de cultivo para la cumbia más declarada electrónica.
En 1980 se forma en México "La Internacional Perla Colombiana" con músicos colombianos descendientes directos de los integrantes de Los Corraleros de Majagual, a pesar de tener en principio músicos colombianos, se le consideraba una agrupación mexicana, la misma toma en sus interpretaciones similares musicalmente hablando en parte a las de Corraleros a través del uso de clarinetes y acordeón clásicos del país sudamericano, pero su tendencia clara, era hacia la cumbia colombiana debido a su ascendencia, aunque, al igual que otras agrupaciones, su mayor popularidad llegaría en la década siguiente.
De la década anterior se heredan y se siguen cultivando éxitos de Gatos Negros, Sonor's, Sepultureros, Acapulco Tropical, así como sonoras tales como la Sonora Maracaibo, la Sonora Siguaray, la Sonora Dinamita entre muchos otros, aquí finalizando los años 1970 y principios de los 1980 irrumpen en el mercado discográfico un par de agrupaciones míticas mexicanas, Guacharacos de Colombia y Super Grupo Colombia, este último de la Ciudad de México. Ambas agrupaciones continúan con la tendencia de grabar cumbias más al estilo colombiano de acordeón, y en particular, Guacharacos de Colombia aparte mantiene el uso del clarinete colombiano o gaita de la cumbia colombiana, este par de agrupaciones rivalizan en popularidad debido a que ambos grababan para Discos Peerless, así pues es que para 1982 ya estaban totalmente consagradas ambas agrupaciones.
Guacharacos de Colombia se vuelve popular con su cumbia de clarinetes combinándolos también con cuerdas de violín que bien pudieran asemejarse a una sinfónica o particularmente un mariachi demostrado en su tema "Cumbia de los Kiss", sus otros temas de éxito fueron "El cafetero", "Juan Valdez/2.ª del Cafetero", "Las caleñas", "Cumbia Caribe" todos ellos covers colombianos de los años 1960, composiciones mexicanas, cumbias argentinas y peruanas al género colombiano.
Super Grupo Colombia formado por los hermanos Pedraza Islas a diferencia de Guacharacos poseen un talento nato para la composición de cumbia de género colombiano con acordeón y en su haber tienen muchísimas composiciones registradas por Alberto o Aarón Pedraza Islas en la Sociedad de Autores y Compositores de México como propias, al igual que otras agrupaciones desde los años 1970, se han caracterizado por adaptarse y renovarse ante las nuevas tendencias de la cumbia mexicana, son los antecesores de la cumbia sonidera en México. En su haber tienen un sinfín de éxitos pero de los que le llevaron a la cúspide a principios de los años 1980 fueron los temas "Cumbia del cuervo", "Cumbia de Colombia", "Cumbia en Jazz", entre otras que también fueron regrabadas y retituladas en Sudamérica, así por ejemplo la regrabación de su éxito "Cumbia de Elsa" fue regrabada por la agrupación peruana Cuarteto Continental en voz de Julio Mau Orlandini recompuesta por Aurelio Pedraza Islas como "Cumbia del Maderero" con algunos cambios en su letra para la agrupación limeña.
Super Grupo Colombia permanecería formado como agrupación musical a través de las décadas hasta el día de hoy en que se diversifica la Dinastía Pedraza.
En esta década surgen diversos grupos más electrónicos que generan otras variantes de cumbia y se reafirman el uso de aires de metal, de saxofones y uso desmedido de sintetizadores, guitarras eléctricas y baterías eléctricas a diferentes grados, así surgen en escena grupos como Los Mier, Los Flamers, Super Show de los Vaskez, Los Joao, Grupo Latino, Fito Olivares, Chico Che y La Crisis, Los Felinos, Los Bukis, Los Yonics, entre muchos otros.
DISCOS PEERLESS lanza al mercado nacional e internacional al grupo Jivaro Show agrupación veracruzana creada por los hermanos Zavaleta Morin que integran sus raíces jarochas al ritmo tropical con el arpa Veracruzana y la jrana, con el estilo de cumbia lo cual lo hace único en México y original, lo cual lo hace acreedor a dos premios Tequendamas de oro a lo mejor de la música tropical, temas como la cumbia lacandona, la muñequita cumbiambera y la cumbia cienaguera fueron sus estandartes es de los pocos grupos vigentes de esa disquera. 
Super Show de los Vaskez es una agrupación veracruzana y es de los primeros que sustituyen directamente el acordeón por un sintetizador para musicalizar sus temas a principios de la década, así pues para 1984 tenían ya un éxito asegurado derivado de años anteriores con su tema "La canalla" del autor mexicano Manuel Eduardo Toscano proveniente también de la selva veracruzana, la parte toral del éxito del grupo se debió también a las interpretaciones del fallecido cantante Antonio Torruco, otros temas de éxito fueron "Vengo a decirte que te quiero", "Cumbia Juchiteca", "Dos cosas", "Bandolera" entre muchos otros, populares por la frase "¡Y como dice el Tiburón (sobrenombre de Rolando Vázquez), pacá, pallá, pacá, pallá, sabor!" insertada en las grabaciones.
Emulaban el sonido del acordeón con sus sintetizadores y algunos de sus temas fueron regrabados en cover en Sudamérica, por ejemplo el extinto grupo peruano Cuarteto Continental regraba el tema "Trigo Verde" del compositor Roberto Vázquez también integrante del grupo selvático, mismo que fue insertado en un mix llamado "Cumbias Pegaditas II" por el grupo limeño bajo la voz del excepcional Claudio Morán.
Es en esta década que se consolidan entre el gusto del público mexicano el Grupo Audaz, el Rayo del Trópico de Rigo Domínguez, de la mano de su animador Ángel Fernández, el Show de las Hermanas Veneno y la inconfundible voz y carisma de su vocalista Gil Rivera, el denominado Tigre de Bengala de la región de Martínez de la Torre Veracruz. Algunos de los éxitos más populares del Grupo Audaz fueron La Cumbia del Locutor, La Cantaleta, Nos invaden Los Marcianos, Bate Bate, Cumbres de Maltrata, Cotorrita Corre, Juana Manzano, diversos popurrís de éxitos anteriores de Mike Laure, Sonora Dinamita y Beny Moore, así como las interpretaciones que hiciese Rigo Domínguez con Fiesta Suavecita y Macumba. Durante la década de los 80`s y 90`s esta agrupación contó con músicos de gran talla como lo fueron el guitarrista Dany Daniel, el baterista Roger Rogelio, los hermanos Ali y Noe Vela en los saxofones y el tecladista Pepe Morales.
Posteriormente, Gil Rivera sale del Grupo Audaz para con su Grupo Gitano, continuar impulsando su música y logrando colocar temas con muy buen nivel de popularidad tales como "Fue Caro", "La Chica de la Boutique", "Gracias por Llamarme Ahora", "Homenaje a Agustín Lara" y muchos otros que hasta la fecha siguen siendo del agrado del público gracias a su particular forma y estilo de interpretar la música tropical.
Los Plebeyos son una agrupación de Monterrey, Nuevo León particular que utiliza combinaciones de música de huapango y Son propios de la huasteca mexicana caracterizada por el violín como protagonista del ritmo de cumbia, así por ejemplo se vuelven populares éxitos como "Chin chin" o "El pipiripau" a la vez que utilizaban sintetizadores, guitarra eléctrica y batería eléctrica en sus musicalizaciones.
Todas estas últimas agrupaciones (exceptuando Guacharacos de Colombia y Super Grupo Colombia) tenían el común denominador de utilizar desmedidamente elementos electrónicos hacia 1981 y en adelante, por lo que se formó una tendencia de cumbia llamada Tecnocumbia nombre que adoptaría años después que tendría gran influencia en el género musical de cumbia de Sudamérica.
El género Tecnocumbia, pudo haber recibido otros nombres que nunca se formalizaron pero como tales tenían razón de ser "Electrocumbia" y/o "cumbia electrónica" podían haber sido usados para describirla (una descripción formal le debería asignar esos nombres, nunca fueron acuñados así como tampoco el término "chunchaca" y siempre se les refirió únicamente como cumbia o tropical aunque variase su estilo ya sea hacia lo moderno o a lo antiguo) por los elementos electrónicos implícitos en su musicalización, pero este término fue más acuñado cuando retoma el este subgénero de cumbia mexicana países de Sudamérica, en el país azteca el término al que se le definiría a estas tendencias de manera formal sería Música Grupera.
Hubo también varias agrupaciones míticas de cumbia de estilos saxofonero y de aires de metal de gran popularidad, entre ellos Internacional Carro Show, Nativo Show, Campeche Show, Super Lamas, Los Kassino de Chucho Pinto, Los Flamers, Laura León, Chico Ché y La Crisis, Grupo Latino, Junior Klan, Los Siete Latinos, Los Zemver´s y Super Show de los Vásquez como se mencionó antes entre otros, generaron una tendencia de cumbia del sureste, tropical sureste y algunas veces este estilo es referido como "chunchaca" (término despectivo que como se mencionó antes se usó también en los años 1960). Este estilo de cumbia del sureste de México fue muy popular a mediados de los años 1980 y hasta mediados de los 1990 aún poseían gran popularidad en gran parte del país aunque cabe señalar que no todos los grupos eran del sureste mexicano principalmente de los estados de Veracruz, Campeche y Tabasco pero por la concentración del género particular de todas estas agrupaciones a las no lo fueran se les incluían también en esta clasificación de cumbia del sureste en las ediciones de LP de la época principalmente de Discos Peerless y Discos Musart, esta última fonográfica con su serie de LP llamada Tropirollo.
Internacional Carro Show y Nativo Show surgen en diferentes estados de la república y en décadas distintas, pero se les asoció con una rivalidad musical entre ambos, ya que ambas agrupaciones musicalizaban sus cumbias con aires de metal, y sus temas eran de corte romántico, ambas agrupaciones fueron muy conocidas en los Estados Unidos, centro y parte de Sudamérica.
Por un lado, Internacional Carro Show provenientes del estado central de Zacatecas, se lanzan al medio discográfico alrededor de 1984 y 1985 con uno de sus primeros álbumes con éxitos famosos de gran arraigo en el público hasta la fecha y que le han valido éxito en Estados Unidos, Centro y Sudamérica, donde, en algunos casos, sus temas fueron regrabados (excepto en el Perú donde los temas habían sido grabados antes por sus grupos originales de varios temas por agrupaciones peruanas como Los Ecos, Sexteto Internacional, Ilusionistas, Los Destellos entre otros). Carro Show como se mencionó tenía una gran carga romántica en sus temas, éxitos como "Amor de unas horas", "Pasaran los días", "Amor añejo", "Pagarás" y "La revancha", y lo que más le valió la cúspide fueron las interpretaciones muy particulares de sus vocalistas Miguel Ángel Ansaldo y Adrián Rodríguez con voz sugerente al romance y de lamento de amor, además de las composiciones musicales de varios compositores prolíficos peruanos como Manuel Mantilla Paredes, Hugo Almanza Durant, Edilberto Cuestas y Humberto Caycho (Miembros de míticas agrupaciones de cumbia peruana).
Por el otro Nativo Show, "El peligro tropical de México" provenientes del estado de Veracruz, también hacían lo propio cuando ingresan a grabar con Discos Peerless alrededor de 1984, también se trató de una agrupación de corte romántico aunque se separaban por algunos momentos de esa línea para entrar a lo más costeño o tropicalizado propiamente, y marcando la línea en algunos LP como otros grupos, por los contenidos rancheros, norteños, baladas y boleros o combinaciones entre todos estos. Muchos temas fueron éxito por su aires de metal, batería eléctrica y teclados, su tema con el que más se les reconoce es "Par de Anillos" en voz del inconfundible vocalista Agui Alfonseca que les ha llevado al medio televisivo en el pasado en muchas ocasiones en Telever (Televisa, Veracruz) y en muchas partes del país y el extranjero, una de sus últimas apariciones fue en el programa "Animal nocturno" de Televisión Azteca a nivel nacional por el canal 13 de México hace un par de años con pocos miembros originales de la formación original que al separarse formaron una agrupación paralela llamada Activo Show llevándose a su vocalista mayor Agui Alfonseca. Fenómenos parecidos sucedieron en el pasado y en la actualidad constante renovación de los músicos o búsqueda de tendencias y estilos propios de cumbia mexicana.
Al final de esta década, la cumbia comenzaba a ser desplazada por la Salsa como género tropical de ambiente, un enorme embate a nivel continental y global, por lo que la radio y el medio discográfico se ven invadidos por el ritmo afrocaribeño, así pues, algunos grupos se desintegran o tienen menor popularidad o algunos para sobrevivir, tuvieron que grabar Salsa para entrar a un escenario nuevo donde rivalizarían con orquestas salseras como el colombiano Grupo Niche, el venezolano Oscar D'León y su Dimensión Latina incluso la japonesa Orquesta de La Luz.
Grupos surgen y se van, uno de los que llegan al medio con gran popularidad es Campeche Show del Estado de Puebla formado en 1983, éstos tienen la característica particular de retomar el estilo de cumbia saxofonera combinada con la Tecnocumbia y acrecentando el uso de sintetizador emulando al acordeón, con éxitos como "Corazón de madera", "Santo del amor", entre otros temas se afianzan ante el embate de la salsa al interior del país en la década siguiente debido en gran parte a la visión de su productor e imponente arreglista Richard Mochulske, que también colaboró para llevar al éxito a otras estrellas cumbieras como Internacional Carro Show, Laura León, Los Temerarios, y antes de fallecer a la cumbiera Mariana Seoane.

### Década de 1990
Para principios de esta década, la cumbia como tal ya no era llamada así, se le había nombrado "Grupero" (En Estados Unidos Mexican Regional), esto como parte de una estrategia de Televisa a través de su filial discográfica Fonovisa en México aunada a Univision en Estados Unidos para englobar de manera masificada a muchos de los ritmos, géneros musicales y estilos musicales que incluyeron, Ranchera, Cumbia, Norteña, Romántica, Banda, Balada etc. y se había abandonado por algunas clásicas orquestas de cumbia su grabación por las Salsas, Conjunto África es uno de varios ejemplos del fenómeno, así pues, solo en el interior del país y sur de los Estados Unidos se había conservado la tendencia de Cumbias electrónicas o Tecnocumbias combinadas con las músicas norteñas del país con varios grupos que conservaban popularidad menos en el centro del país, así pues es el momento en que toman fuerza y protagonismo grupos como los Temerarios, Grupo Bryndis, Los Acosta, Grupo Ladrón, Guardianes Del Amor, Los Felinos, Grupo Yndio, Grupo El Tiempo, Liberación, Industria del Amor, Mandingo, Bronco, Grupo Latino, Grupo Viento y Sol, Grupo La Pastilla entre muchos otros, unos creados en esta o la década anterior, todos o la mayoría de ellos conservaban el sonido Tecnocumbiero que se aviva al principio de esta década y que reflejó gran influencia en el sur del continente, principalmente en Paraguay donde a este tipo de cumbia mexicana se le conoce como Cachaca, haciendo que surgieran grupos con estilo similar al de esta variante de cumbia mexicana, que era también caracterizada por enorme carga romántica y vocalizaciones de cantantes en tonos altos como especies de lamentos, hacia 1992 ya tenían una consagración importante.
De los grupos más sobresalientes de este inter fue el Bronco, liderado por el compositor de la mayoría de sus temas José Guadalupe Esparza, sus cumbias eran una combinación de Tecnocumbia con la música norteña de México, sus éxitos "Con zapatos de tacón", "Amigo Bronco", "Sergio el Bailador", "Que no quede huella" le auguran y aseguran hacia 1992 un éxito rotundo en varias latitudes del continente, creando con ello versiones o regrabaciones de sus temas por grupos de Sudamérica como desde la Colombia misma tierra originaria del ritmo con Rodolfo Aicardi y su Típica RA7 con "Que no quede huella".
A su vez, también alrededor de este año se vuelve muy popular otra variante de cumbia mexicana fusionada a la música banda, nace la llamada cumbia banda o Quebradita que es también una vertiente de la llamada technobanda que utiliza elementos electrónicos a la par que lo hacía la technocumbia, en esta época se impone en el gusto musical "grupero" la Banda machos uno de los mayores exponentes de cumbia banda, así pues, la cumbia banda es un sonido particular con base en este ritmo y la ejecución de vientos de metal en mayor número de músicos que las de las grandes orquestas de cumbia mexicana de los años 1960, estilos de aires de metal heredados del Big Band estadounidense.
Se alcanzaron diversos éxitos con este estilo de cumbia banda con agrupaciones como Banda Machos, Banda Vallarta Show, Banda Toro entre muchas otras como la más antigua en el género de banda sinaloense, la agrupación Banda el recodo.
Selena, aunque se trató de una mexicano-estadounidense, se le considera como una artista mexicana, fue el mayor exponente de Tecnocumbia variante de la cumbia mexicana junto a Los Dinos, y hacia 1990 ya era una artista consagrada en los Estados Unidos, temas como "Amor prohibido", "Baila esta Cumbia", "Bidi Bidi Bom Bom", y por primera vez surge el nombre formal de lo que ya se conocía en el medio de hacía años atrás con su tema homónimo "Tecnocumbia" antes de hacerse popular en el sur del continente después de mediados de esa década.
Hacia 1993 cuando la Salsa perdía popularidad en el centro del país por la falta de nuevas propuestas en cuanto a temas, comienzan a abrirse camino los conjuntos "gruperos" con base musical en la cumbia y tecnocumbia, a la par surgen en el ambiente discográfico nuevas agrupaciones que verían renacer de nuevo a la cumbia. José Manuel Figueroa hacia 1994 lanza al mercado su sencillo "Expulsado del paraíso", tema "grupero" que tiene la singularidad de ser una de las modernas fusiones de cumbia con ranchera y country, baterías electrónicas, sintetizadores, trompetas de mariachi, guitarras acústicas y eléctricas derivadas de la experiencia de Joan Sebastian adornan al tema, la cual fue un rotundo éxito, posteriormente fue incluso versionada en Cumbia Tropical por el famoso cantante colombiano May González.
En 1993 aparecían en el mercado discográfico diversas propuestas dentro de la vertiente de cumbia con acordeón, pero la más sobresaliente de ese año fue sin duda la propuesta hecha por el conjunto Los Ángeles Azules que implanta un estilo más propio de cumbia mexicana unificado de manera sobresaliente debido a diversas razones, la principal, Ángeles Azules, grupo nacido en Iztapalapa, la entidad más poblada de la Ciudad de México, que debido a su composición social de extracto media, media-baja, cuenta con un gusto musical más arraigado hacia los ritmos tropicales, Ángeles Azules, formado por los hermanos Mejía Avante, implanta nuevamente el estilo de cumbia con acordeón, aunado a las percusiones colombianas, uso patente de la guacharaca (ejecutado por una de las hermanas Mejía Avante) y con una innovación que daría pauta más adelante a quienes se erigieron como los más representativos de la Cumbia Sonidera, el uso de los "aires de metal" (trompetas, trombones y saxofónes) más acercados a la ejecución de Mariachi que ya se había experimentado por el Mariachi de Pepe Villa y Mariachi Vargas de Discos Peerless en 1982 y 1984 respectivamente sin el éxito esperado de dicha propuesta de Cumbia Mariachi, Ángeles Azules, aunque ya tenía composiciones propias, una calidad musical de cumbia extraordinaria del resto de agrupaciones de su tiempo, no se dedicaba a hacer versiones, lanzaba sus grabaciones propias a través de "Núcleo Musical Zamudio" "Discos Dancing", desde 1981, apoyados en la pequeña maquiladora de discos y casetes del fallecido animador de sus grabaciones Alfonso Zamudio, había lanzado diversos éxitos de años anteriores como "Cumbia de las moneditas", "Esta rica Cumbia", "Bella y Frágil", "El nuevo sonido de la Cumbia", y "Cumbia del pingüino chino" (en este tema en particular de alrededor de 1992, dato verificable en el que se establece un vestigio de la futura Cumbia Sonidera debido a que lanza saludos y menciones diversas al género propio de un DJ con la frase "como lo baila el señor alma grande, y con los Ángeles Azules", voces con efectos de eco), y siendo que, ya estaba formado desde principios de la década de los años 1980, manteniendo su estilo musical característico, no fue si no hasta que en 1993 que lanza su álbum éxito llamado "Entrega de Amor" a través del apoyo de Disa (Discos Sabinas), que el éxito fue debido sobremanera a las composiciones propias de los hermanos Mejía Avante (en particular del acordeonista Jorge Mejía y el bajista Elías Porfirio Mejía´y el resto de sus hermanos) y gracias al recién ingresado vocalista Raymundo Espinosa que solo así pudieron implantarse y salir del anonimato a mayor escala comercial.
Hacia el año 1994 surgieron varias vertientes principales de cumbia mexicana, la cumbia con acordeón, la tecnocumbia, y la naciente Cumbia Andina Mexicana y casi al mismo tiempo una cuarta vertiente llamada Cumbia sonidera, debido pues, a la baja de popularidad de la salsa como ritmo de ambiente.
Dentro de las primeras vertientes antes citadas, en la cumbia con acordeón se conjugan las creaciones y/o surgen a la luz después de años de haberse formado los grupos Perla Colombiana, Grupo Cañaveral, Llamadores de Cartagena, Grupo Curramba, Tropa Colombiana, Tropa Vallenata, Aaron y Su Grupo Ilusion, Diablos Locos, Grupo Aroma, Los Yaguaru, y la mítica agrupación de cumbia mexicana Los Ángeles Azules, así como ramificación Ángeles de Charly y Rayito Colombiano entre algunos otros.
En la segunda vertiente, en la Tecnocumbia toman fuerza de nuevo Los Temerarios, Los Acosta, Grupo Bryndis, Mandingo, Bronco, Grupo Latino, Selena, Grupo Viento y Sol, Grupo Ladrón, Guardianes Del Amor, Grupo Samurái, entre otros.
De la tercera vertiente, hacen su aparición los nuevos grupos como Los Askis como primer grupo de Cumbia Andina Mexicana además de Jumay, Wara's, Estrellas Andinas, Los Llayras, Grupo Cervantes, Grupo Saya, Los Yes-Yes, y Andikiru.
En su cuarta vertiente hacia 1995 comenzaría de manera paralela el surgimiento de la Cumbia Sonidera, género retomado de la tecnocumbia, cumbia colombiana y otras vertientes combinándolas con los sonidos de DJ de deformaciones de audio, uno de los mayores exponentes durante mediados de los años 1990 es sin duda Super Grupo Colombia que a existía desde la década anterior, gracias a su estilo de acordeón es uno de los que marcaron la pauta de la Cumbia Sonidera, la cuestión estriba en que por años conservaron su estilo más acercado al colombiano de cumbia que le beneficiaría particularmente y sobremanera a mediados de los años 1990 aunado a la inclusión de aires de metal género mariachi, y también a partir de esta vertiente surgen otros grupos de la ciudad de Puebla que ha sido lugar de formación de importantes agrupaciones, comienza el despegue de Grupo Maravilla (de México), Cometas Azules entre otros.
Surgen a su vez diversas agrupaciones con fusiones entre algunos de los anteriores estilos así irrumpen en el escenario musical grupos como Tropical Zambomba y Simba Musical, esta agrupación realiza un tributo al recordado Rigo Tovar.
A mediados de ese año, 1995, ya estaban presentes en el mercado de manera sólida Ángeles Azules con un estilo altamente explotado por otras agrupaciones de la época, así su tema "El nuevo sonido de la cumbia" grabado antes del ingreso de Raymundo Espinosa fue en un inicio, pauta para la Cumbia Sonidera(alrededor del año 1993), género que sería también creado por Super Grupo Colombia a la par de Ángeles Azules, y magnificado por Super Grupo Colombia que se dedicó a crear cumbias con mayor carga de líricas bailables, a diferencia de Ángeles Azules que se avocaron en sus posteriores grabaciones a un contenido romántico más que bailable que derivaría en los grupos Ángeles de Charly y Rayito Colombiano por la deserción de sus vocalistas Carlos Becies y Raymundo Espinosa que se llevarían consigo el estilo musical de Ángeles Azules, situación que derivó en demandas legales ante instancias judiciales en contra de Ángeles de Charly por interpretar temas de Ángeles Azules y bajo el estilo creado por la agrupación , que se solucionaría tiempo después bajo acuerdo y es cuando Ángeles de Charly graba temas del autor argentino Alejandro Vezzani para separarse de los temas de los Mejía Avante, Rayito Colombiano no sufre de tales demandas ya que Raymundo Espinosa no grabó temas de su anterior grupo pero, mantenía el estilo creado por Ángeles Azules en sus grabaciones debido a ciertas lagunas legales en peritaje de Derecho de autor de las instancias mexicanas, que no pueden comprobar el plagio de acordes en un estilo musical, de lo cual es encargado en México la Sociedad de Autores y Compositores de México, (SACM), que no permite hacer válidos los acordes o estilos musicales a diferencia de sus símiles de América Latina que tienen mayor experiencia en el rubro, de lo cual, se desprendería la no existencia del estilo de Ángeles de Charly que es prácticamente idéntico del grupo del que se desprendió.
En el año de 1996 hace su debut el grupo Chicos de Barrio originarios de Torreón, Coahuila, agrupación creada por exintegrantes de la Sonora Everest, principalmente con un tema de El General:Rica y apretadita, después vendrían temas como El ladrón, Yo te invito a bailar, La chola, El correcaminos, Dormir soñando, El baile del gavilán, etc. Este grupo ha sido identificado principalmente por sus vestuarios de lo que en México se conoce como cholos, por tanto su ritmo ha sido adoptado por dichas personas. En 2001 su baterista y su bajista originales Rafael "Capy" Saucedo y Quiro Olvera forman al grupo Los Capi del cual su primer éxito fue La bomba más en 2002 cuatro integrantes de esta agrupación desertaron por problemas de salario, y estos formaron su propio grupo de nombre La Mera Vena. Así mismo en 2003 la vocalista Susy abandonó la agrupación por un tiempo y formó al grupo Chicos de Su (abreviatura de Susana) pero lastimeramente su proyectó no sobresalió grabando solo un disco, por lo cual se dio su regreso a Chicos de Barrio. Actualmente Dimas Maciel el vocalista ha decidido dejar la agrupación para servir a Cristo.
En el año de 1997 surge la Sonora Kaliente De Jorge Amaral exvocalista de la Sonora Tropicana con quienes en 1994 logró llevar al primer lugar de popularidad el tema El gran varón cover de Willie Colón y a pesar de que dicho tema hablara sobre la homosexualidad se mantuvo por 29 semanas en el primer lugar de las listas de popularidad. El primer éxito de Amaral fue Hazme olvidarla pero sería hasta el año 2003 con el tema Llegaste demasiado tarde con el que comenzó a llamar la atención del público siendo un tema de su propia autoría.
Otra agrupación a destacar es Llamadores de Cartagena una agraupación proveniente del centro de México que tradicionalmente no tiene una escucha de cumbia tropical ni grupos de renombre, así pues, irrumpe en el mercado tropical sonidero con diversos temas como "Mírala" y "Muévelo" que a pesar de no tener historia cumbiambera el estado de Guanajuato entra de lleno al mercado cumbiambero sonidero a través de esta agrupación.
Desmedida popularidad toma el movimiento de cumbia mexicana que invade a otros géneros y artistas, así pues, entra en el escenario la cantante pop Thalía quien graba su primera cumbia "Piel Morena" para el sello Fonovisa que controlaba la mayor parte de conjuntos "gruperos", ésta, una fusión de Cumbia con Son cubano (derivado de que fue producido por el cubano Emilio Estefan), posteriormente grabaría temas como "María la del barrio" incluso en idioma Tagalo y "Amor a la mexicana" con la que llega a popularizarse en países lejanos como Filipinas y resto del mundo, gracias a ésta Cumbia con Mariachi, le fue retribuido en ventas superiores a las seis millones de copias. Dentro del mercado latino llega también a promocionarse el sencillo "María" de Ricky Martin una cumbia de estilo de acordeón colombiano combinado con sonidos andaluces y de Samba con el que ingresa al mercado nacional cumbiambero bajo el sello Sony Music, posteriormente cambiaría la versión de su tema por una "Techno-Pop".
A mediados de esta década en el norte de México comienza a popularizarse en los medios una agrupación del estado de Nuevo León quien sería de los primeros grupos modernos en desarrollar la cumbia norteña como sonido al estilo romántico, se llamó el Grupo Límite. Este reflejaba el sonido del acordeón con matices propios de la música norteña con ritmo de base cumbia sincopada, estilo que, aún no consolidado, fue encasillado dentro de la música grupera. El estilo de cumbia norteña romántica de la agrupación tenía una marcada diferencia a lo que se realizaba en el centro y sur del país en la época. Grupo Límite grabó con su vocalista Alicia Villarreal siete producciones discográficas de las cuales han surgido grandes éxitos como “Te Aprovechas”, “Yo Sin Tu Amor”, “El Príncipe”, “Sentimientos”, “Esto que Siento”, “Adorable Ladrón”, “Alma Rebelde”, “Capricho Loco”, “Veneno” y muchas más cumbias románticas exitosas en el país que incluso llegaron a regrabarse en Sudamérica, el grupo tropical Los Caribeños de Guadalupe del Perú ofrece sendos conciertos con el éxito "Yo sin tu amor" orquestada con aires de metal.
Grupo Límite tuvo exitosos conciertos en grandes escenarios como “El Auditorio Nacional” y “El Foro Sol” de la capital mexicana, el “Astrodome” de la ciudad de Houston; el “Río Nilo”, en Guadalajara; la “Expo-Guadalupe” en Monterrey; el “Joe and Harry Freeman Coliseum” de San Antonio, Texas, la “Expo-Liberia 99”, en Costa Rica; y el “Festival Mundo Latino” en París, Francia, además de realizar también giras de trabajo por países como Argentina, el Paraguay, Chile y Guatemala.
Durante su trayectoria artística recibió importantes reconocimientos, entre ellos el Premio “Billboard” en dos ocasiones por “Álbum del Año”; también durante tres años consecutivos obtuvieron el Premio “Lo Nuestro” como “Grupo del Año” a lado de otros grupos latinos de géneros varios como el ranchero y salsa, así como innumerables Discos de Oro y Platino por las altas ventas que han registrado sus diversas producciones discográficas, también obtuvo el “Grammy Latino” con su producción titulada “Por Encima de Todo” que fue galardonada como “Mejor Álbum de Año” en la categoría “Regional Mexicana”. Esta agrupación fue la pionera en el estilo de cumbia norteña de corte romántico, sin embargo el sonido había sido retomado de agrupaciones norteñas de la década de los años 1970 y se volvió a retomar en la década de los 2000.
Durante esos mismos años tuvo un singular éxito otra agrupación que combinaba al cumbión (cumbia rápida) con música norteña mexicana, la frase "ritmo y sabor" se volvió popular dentro de los temas de la agrupación "Los tucanes de Tijuana", misma que con letras sencillas y pegajosas tuvo éxito en México y Estados Unidos, sus cumbiones norteños además de baladas-rock entre otros géneros causaron sensación en el medio grupero.
Hacia 1998 irrumpe en el mercado la agrupación de Monterrey, El Gran Silencio que era conocida como una banda de Ska, hip hop, R&B entre otros estilos, que muchas veces eran combinados con cumbia, por lo que se creó una variación de cumbia llamada Cumbia Ska[cita requerida] para entonces, el tema "chuntaro style" es el más característico de ésta poco difundida variante de cumbia mexicana, aunque fue muy popular por esta agrupación, de ésta Cumbia Ska se derivaría el baile "Chuntaro style" de corte callejero, mismo que le haría llegar a escenarios de México, Estados Unidos, centro y Sudamérica.
Más tarde, Celso Piña en conjunción con El Gran Silencio crean un tema mítico de la Cumbia Ska o "Cumbia reggaesound" en el tema "Cumbia sobre el río" y "Cumbia Poder". Celso Piña se vuelve ya para esta época uno de los más grandes exponentes de la cumbia mexicana que trasciende fronteras, con todo un gran bagaje de mezcla de ritmos con cumbia, es de los pocos músicos cumbiamberos que ha sido reconocido por su trascendencia entre músicos e intelectuales de la vida nacional, Carlos Monsiváis el reconocido escrito mexicano lo cita como "El acordeón de las multitudes, Celso Piña es un fenómeno social, como bien afirman, y un fenómeno musical como bien se oye". Es de los pocos cumbiamberos quien ha tenido la oportunidad de grabar con músicos y cantantes dispares en géneros musicales como Julieta Venegas, Eugenia León, Lila Downs, Control Machete o Gloria Trevi.

### Década de 2000
Hacia el año 2000, la tendencia del estilo de cumbia sonidera se consolida, así pues, el estilo mexicano sonidero se comienza a extender, primero a Estados Unidos, después hacia centro, y parte de Sudamérica, en particular, Bolivia y Ecuador, países en los cuales, se ha asimilado el ritmo de cumbia sonidera y siendo adaptada y mezclada con el folclore y líricas de cada uno de éstos países, uno de los grupos más representativos extranjeros de cumbia sonidera mexicana es la agrupación Jambao, y en Perú ha surgido un grupo de fusión de Cumbia Sonidera mexicana y cumbia andina en el grupo Chicas Del Sol, Caribeños de Guadalupe, Grupo 5, y a su vez el extinto grupo Grupo Néctar con grabaciones del grupo mexicano.
Grupos de este tipo de cumbia se vuelven muy populares, los más conocidos son los de la Dinastía Pedraza que se refiere a una serie de conjuntos musicales que tienen parentesco familiar entre ellos, así derivados de Super Grupo Colombia dirigido ahora por Aarón Pedraza, se retira uno de sus vocalistas, uno de los hermanos Pedraza Islas, para formar su propia agrupación llamada Alberto Pedraza con su Ritmo y Sabor, a su vez se forma también pocos años antes de esta década el Grupo Kual?, Grupo Kien? y Sandamia Colombiana, mismos que heredan el sonido de cumbia similar a Super Grupo Colombia.
Se amplía y extiende el éxito del Nuevo Ritmo Maravilla de Christian Ávila, Grupo Los Telez, y el tema "El paso del Gigante" de Grupo Soñador se vuelve infaltable en las reuniones, así como Sonora León, Grupo La Cumbia, este último grupo utiliza de manera desmedida efectos electrónicos sobre sus temas asimilando Grupos como Grupo sensaciones, Grupo G, Grupo Chiripa, Grupo Los Mijez, Atentado Internacional, Grupo Karos, Los Chicos Aventura, Chicos aventura, Los Giles, Los de Akino, Internacionales Estrellas Azules, Cometas Azules, Grupo Ternura, Viento Cálido, Karol y Su Amor Gitano (donde una mujer es su acordeonista y vocalista), variando todos ellos hacia un estilo más imponente debidos a tintes diversos derivados del Hip Hop, Rap y Reguetón y/o variándolo hacia la Tecnocumbia, es muy diversa las tendencias de cada uno pero se les engloba dentro de la cumbia sonidera, la mayoría de los grupos sonideros de éxito provienen de la ciudad de Puebla, que ya tenía gran tradición de grupos de cumbia, así como de otras ciudades del país, y algunos formados en Estados Unidos, a todos estos grupos provenientes de México y en algunos casos de Perú en la Argentina se agrupan dentro del término de éxitos del "Tropitango" (por una discotech del mismo nombre una de las más afamadas de la Argentina) o también clasificados como grupos de la "movida tropical" de la Argentina debido a la influencia en la cumbia argentina y en particular en la cumbia villera debido a que en gran medida, el éxito de la cumbia mexicana y cumbia peruana derivada de acordeón (a su vez del tango con acordeón) ha permeado la música del país de la Plata.
Derivado de lo anterior, entra dentro de la cumbia sonidera una agrupación de Puebla que realiza versiones de temas pop del catálogo estadounidense e internacional llamada Klazykeroz con uno de sus temas más famosos llamado "No te pertenece" cover del tema "Brother louie'98" del grupo de música dance electrónica Modern talking con Eric XL Singleton, dirigida la agrupación por Saúl Vargas, en entrevista con el dirigente del Sindicato Único de Trabajadores de la Música del Distrito Federal, Filemón Arcos, líder del grupo tropical "Los Joao" sostienen ante él su versión de que fueron los únicos creadores de dicho concepto de este tipo de versiones, emisión realizada por XHTV-TV de Televisa durante el programa "Reventón musical" que solo se transmite en la zona metropolitana. Dicha agraupación ha entrado en franca controversia con la agrupación de cumbia villera de la Argentina, los Clasiqueros, debido a que el grupo argentino acusa a la mexicana de plagio, situación aún no resuelta ya que la agrupación argentina certifica que fue formada en 2004 y la mexicana un par de años después, y no obstante existe otra agrupación de Puebla llamada "Los Graffiteros" de Miguel Estrada que indican que son los que iniciaron el concepto en el país, sin embargo, la música hecha por la agrupación de Vargas es musicalmente idéntica al estilo de Cumbia Villera que se realiza desde alrededor de 2003 en la Argentina, los aplausos y otros efectos característicos de la cumbia villera entán dentro de la agrupación poblana, y dicho estilo y concepto se autoadjudican aún y cuando existen grabaciones registradas en favor de la agrupación argentina años antes en el país sureño antes de la aparición de la agrupación de Saúl Vargas.
"Renace la cumbia con Jorge Meza" frase singular del cantante Jorge Meza y su grupo Jorge Meza y su Tropicolombia, hermano de Lisandro Meza y timbre de voz parecido, se hace más conocido al adaptarse al sonido mexicano de la cumbia sonidera, unido también al folclore colombiano de Cumbia, consigue el éxito en los Estados Unidos bajo la combinación de ambos estilos y alcanza su expansión debido en parte a varios cover realizados de cumbia peruana, y sonidera mexicana de los grupos de Dinastía Pedraza y de cumbia argentina, sus temas están dedicado principalmente a diversas ciudades de México como el tema "A México me voy", ha compartido escenarios en la unión americana con otros grupos de cumbia sonidera mexicana, y Bibyanna y su grupo Xtasys fue formado en Nueva York representa un caso especial debido a que proviene del estado de Chiapas del cual tradicionalmente tiene gran escucha de cumbia pero no posee grupos que hayan sido de reconocimiento extendido en el mercado mexicano y fue a ser formado en un país extranjero.
Es en esta década donde, los DJ's, al poseer equipos sofisticados de audio como cajas de ritmos y equipo de cómputo ingresan más preponderantemente a la creación de la cumbia sin músicos, hecho por remixes de sonidos captados y sintetizados de LP y CD de diversos grupos donde se insertan voces y comentarios de los mismos, derivándose ahora una nueva tendencia llamada "Cumbia Electrónica", esto es debido a que al igual que la música electrónica, se generan dichos sonidos prácticamente en su totalidad a través de equipos electrónicos, ejemplo de ello es el tema homónimo llamado "Cumbia electrónica" o "Una probadita sabrosa", más comúnmente conocida como "Vamos a ponerle Jorge al niño" de DJ FActor, aunque el estilo hasta el momento no se ha extendido de manera importante debido a sus sonidos que emulan solamente el ritmo pero no así al resto de instrumentos que componen al ritmo cumbia, se ha levantado la inquietud y pauta para que cualquier DJ produzca música sintetizada de manera independiente que se desprende totalmente de todo estilo clásico, antiguo y contemporáneo de la cumbia creada por músicos, aunque el término Cumbia electrónica si bien se conocía desde los 1980, no definía a un estilo particular, y ahora el término se aplica a dos conceptos, el creado propiamente por DJ's y la evolución de la Tecnocumbia en otro sentido.
La evolución de la cumbia norteña se consolida con la agrupación Tigrillos quienes autodenominados los "Reyes de la cumbia norteña" incursionan en un medio competido entre las diversas variantes de cumbia y la norteña propia. Si bien otros grupos ya musicalizaban este tipo de música desde los años 1990, Tigrillos consolida el estilo Cumbia-Norteña debido a la simbiosis musical que distingue muy claramente al género, el uso de acordeón y bajosexto propios de los corridos, polcas y redovas, estilo cumbiambero que anteriormente existía musicalmente, pero se le englobaba dentro del género "Grupero" y no consolidaba aún su propio nombre (el término "Grupero" masifica a muchas variantes musicales y géneros populares diversos como la Ranchera, Baladas Norteña entre otras.). Esto permite que se fusione musicalmente a otras variantes estadounidenses de la cumbia y que en Estados Unidos se le clasifique como "Texana" o "Cumbia Texana" aún y cuando Tigrillos no refleja influencias estadounidenses.
A partir del año 2003 varios músicos, productores y artistas visuales de la Ciudad de México comienzan el colectivo "La Super Cumbia Futurista" un proyecto que retomaba el sonido, la iconografía popular de la Cumbia y los mezclaba con música electrónica y otros estilos como el Hip Hop, Dub, el Bolero, la Balada Romántica, el Reguetón, el Tecno y el House, la iniciativa surgió con el objetivo de hacer un compilado de cumbia electrónica, pero la idea fue mutando hasta convertirse en colectivo al encontrarse cada vez con más productores que se interesaron en el proyecto,  grupos como Afrodita, Sonido Changorama, Sonido Desconocido II, Los Wendy's, Sonido Laguna Verde, Sonido Trucha y Grupo Chambelán comenzaron a tocar haciendo conciertos en vivo, performances y Dj Sets por todo México desde entonces hasta la actualidad. Esta pequeña escena que surgió en el Df, rápidamente fue expandida a través de Internet por muchos países de América Latina, Europa y Asia, donde la gente comenzó a llamarle a este estilo "Cumbia Futurista", los anteriores exponentes nunca intentaron crear o difundir un subgénero de la Cumbia, simplemente llamaron futurista al hecho de experimentar con dicho ritmo y los medios tecnológicos. El objetivo primordial del colectivo fue retomar la música popular mexicana y reinterpretarla con una mirada diferente. Desde entonces el colectivo se ha dedicado a crear compilaciones digitales de cumbia electrónica invitando a nuevos artistas procedentes de España, Australia, Francia, Estados Unidos, Colombia y Argentina; paralelamente algunos de los grupos se han dedicado a desarrollar cada uno su particular experimentación y evolución cumbianchera.
Alrededor de 2005 comienza a volverse muy popular en el centro de México el estilo musical pasito duranguense música popular del estado de Durango con un sonido propio y ritmo sincopado, por lo que dentro de las experimentaciones realizadas por agrupaciones de este estilo en México y en Estados Unidos, se comienza a escuchar combinaciones de cumbia poco comunes hechas con el pasito duranguense, con lo que la cumbia duranguense[cita requerida] se vuelve una vertiente reciente pero poco difundida ante la prenominancia propia del pasito duranguense como género musical original de este estilo de interpretación, ejemplos de éstos temas son "Esperanzas" de grupo Montéz de Durango y "Abeja miope" cover de la agrupación Los Plebeyos regrabada como Cumbia Duranguense por la Banda Braceros Musical.
En 2006, Marco Antonio Solís graba un tema romántico con los sonidos característicos de la música mariachi, aunado al estilo acordeonero y de clarinetes de la Cumbia de Colombia para integrar la cumbia "más que tu amigo" con claras referencias de la cumbia original colombiana con las trompetas mexicanas, además de sintetizadores. El tema sería posteriormente regrabado en Salsa por el puertorriqueño Tito Nieves.
En 2009, la cantante Eugenia León lanza al mercado el tema "Cumbia del pescado" con la "Danzonera Dimas" el cual es una sátira de las elecciones políticas mexicanas, esta pues es otra pauta para que cantantes de géneros ajenos a lo tropical, graben temas populares como lo hicieran en el pasado Oscar Chávez y su cumbia "Macondo", y fuera reversionada por ejemplo por Celso Piña.
Finalmente, casi al término de la década de los 2000, se genera una mezcla musical experimental que recibe el nombre de Anarcumbia o Anarcocumbia, (Anarquía y cumbia), que es un “subgénero musical” mezcla de cumbia y Rock Urbano de México que expone en su letra crónicas con sarcasmo e ironía la realidad de la sociedad y su degradación al más puro estilo de la música de Rock Urbano de los 1980 y 1990. Temas como "Tengo un novio metrosexual", "La Mataviejitas" (centrado el personaje de Juana Barraza Samperio quien se hizo famosa en México por ser descubierta como multi-homicida de ancianas), viernes de quincena, Libidinoso, La microbusera, entre otras, tienen como única exponente de este subgénero reciente a la cantautora Amanda Lalena Escalante Pimentel "Amandititita" hija del mayor impulsor del Rock mexicano, Rockdrigo quien vocaliza con un estilo más propio de las líricas hechas para el Rock alternativo y el Rock Pop, pero se fusiona a la base de una Tecnocumbia dando un resultado sin precedentes en la Cumbia Mexicana.
Aquí en esta época surgen grupos de las colonias populares del Estado de México, que marcaron la pauta, Organización Halley y con un estilo bien definido a Grupo Bandido del municipio de Tlalnepantla
Kumbia Queers, una agrupación formada por mujeres argentinas y una mexicana realizan a la par un proyecto experimental, teniendo como bases musicales principales al punk de los años 1970, realizan otra mezcla dispar entre la cumbia y el punk, lanzando su primer material experimental, "¡Kumbia nena!", la cual tiene diversos temas, algunos de ellos con líricas con lenguaje soez, a ésta combinación de cumbia-punk le llamaron "Tropical Punk", llegando a tener presentaciones en uno de los más tradicionales escenarios y centros de bailes de la capital mexicana, el California Dancing Club.

### Década de 2010
La nueva década inicia con los festejos de Bicentenario de la Independencia Mexicana, con múltiples eventos entre desfiles y conciertos. Dentro del desfile de la principal avenida capitalina Paseo de la Reforma durante la tarde-noche del 15 de septiembre de 2010, diferentes carros alegóricos formaron la sección "Música popular", dentro de los cuales se armaron con todo y pistas musicales un tráiler por cada ritmo, entre los que destacaron el mariachi, el chachachá, el mambo, el bolero, la ranchera y la cumbia con personalidades como Daniela Romo, Lila Downs y Eugenia León. Dentro la festividad, la cumbia arraigada entre los mexicanos también fue incluida dentro del espectáculo del Zócalo capitalino durante las coreografías de baile además de ser utilizada durante el espectáculo de luces de la Catedral metropolitana con una cumbia.

#### Cumbia sinfónica: Resurgimiento de la cumbia en Latinoamérica
Tras el surgimiento y el auge del reguetón en Latinoamérica, la cumbia quedó desplazada por este y otros ritmos como el pop. En 2014, Los Ángeles Azules dieron a conocer la cumbia sinfónica, un subgénero de la cumbia sonidera, la romántica y la mexicana, con el toque de las grandes orquestas sinfónicas de México. Su álbum "Cómo te voy a olvidar", mostró el resurgimiento de clásico ritmo de la cumbia romántica, acompañada de elementos sinfónicos. Tras un gran éxito, su nuevo álbum "De plaza en plaza", muestra la variedad musical al interpretar duetos con artistas de otros géneros como Natalia Lafourcade, Gloria Trevi, Ha*Ash, Fito Páez, Pepe Aguilar y Miguel Bosé.

## Tribal-guarachero
En el sur del país, específicamente en Guerrero y Oaxaca, ya había una tradición de cumbia tropical mexicana desde los años 1970, grupos como Acapulco Tropical eran muestra de ello, interpretando cumbiones y merenguitos sudamericanos que en la costa sur eran muy populares pero en el resto del país no lo eran por lo que no tenían una definición musical concreta ni por nombre, por lo que se les dio por llamar "merequetengues" que es una palabra parecida al género musical "merengue", donde propiamente "merequetengue" es jolgorio, vacilón, fiesta sin ton ni son tanto en Colombia como en México. "Guapachosos de la costa" de Oaxaca era uno de esos grupos de merequetengue, y en 1977 graban el tema "La culebrítica" de regular aceptación en la época pero que con el tiempo retomó fuerza. En el año 2000 DJ varios de la electrocumbia o "cumbia electrónica" estaba mostrando algunos experimentos que no fueron determinantes para el género musical, pero que abrieron el camino de las nuevas tendencias de la cumbia mexicana, el inicio se dio retomando el tema "La culebrítica" de "Guapachosos de la costa" por el "DJ Vampiro" en 2004 al hacer un remix de este, se le encasilló a otros ritmos en las discotecas bailables, la referían algunas veces como un "merengue" o "reggeatón" cuando la cumbia-electrónica o el Tribal-Guarachero no existía o se había definido, en realidad era una especie de cumbia-electrónica-house con algunos toques de merengue. Una parte de su lírica fue usada en otro popular tema veracruzano, "La mesa que más aplauda" un tema "Dance-tropical".
De ahí se vino un fenómeno con el tema que llegó a varios países de América, Perú ocupa un lugar especial ya que muchos grupos tropicales ejecutaban el tema, Grupo 5, Aguamarina, Los Destellos entre muchos otros para emular la electro-cumbia mexicana.
Procedente de la década anterior y avanzando la década de los 2010, la cumbia mexicana cambia y evoluciona de nueva cuenta en México, llevándola a efectos electrónicos modernos, es que surge, la más reciente variación musical derivada de la mezcla de ritmos electrónico con variaciones del Hip-hop, Rap, Techno y otros ritmos diversos emparentados, el nuevo subgénero basado en dicha mezcla el Tribal house (y demás variaciones del house) han dado diversos frutos, uno de ellos es el ahora formalmente llamado Tribal-Guarachero o "Cumbia Tribalera", DJs del norte de México han destacado como 3BallMTY con América Sierra una cantante de cumbia norteña mexicana y su tema "Intentalo" ocupa gran popularidad en diversos países de América Latina y España. La música es creada a partir de samples y efectos, se ocupan pocos instrumentos reales. La popularidad de ésta se expande aún más ya que programas de TV utilizan dicho ritmo, la telenovela Porque el amor manda utiliza como tema de salida un tribal-guarachero del mismo nombre y ésta es transmitida a varios países por Univisión en Estados Unidos, Galavisión en Europa y norte de África así como en centro y Sudamérica. Estas forman parte de las nuevas tendencias de las cumbias-electrónicas mexicanas que habían sido antes experimentadas por algunos DJ como "Afrodita" entre muchos otros en la década anterior. Esta nueva tendencia ha tomado popularidad en los Estados Unidos, México, Centroamérica, Colombia, Perú, y Ecuador donde por ejemplo Margarita Lugue es la artista más popular en el género en ese país y sus videos reflejan ocasionalmente los bailes y vestimentas mexicanas pero con mezcla e introducción de sintetizadores a la manera de la tecnocumbia y los cantos clásicos de los Albazos ecuatorianos. La que las máquinas generadoras de samples permiten al DJ (no sonidero) crear nuevas mezclas y temas musicales no necesariamente para una disquera nacional, si no para publicarlos abiertamente a través de Internet.